# Sogamoso
Sogamoso es un municipio colombiano situado en el centro-oriente del departamento de Boyacá en la región del Alto Chicamocha. Es la capital de la Provincia de Sugamuxi, se encuentra a 228,5 km al noreste de Bogotá, la capital del país, y a 75,8 km de Tunja, la capital del departamento. Posee una altitud de 2.569 m, tiene temperaturas promedio de 17 °C. La base económica de la ciudad es el comercio interregional entre los Llanos Orientales y el centro del país; la industria siderúrgica y de materiales de construcción; y la explotación de calizas, carbón y mármol. Es uno de los municipios con mayor calidad de vida en Colombia y es categorizado por el DNP como un municipio con un entorno de desarrollo robusto. Se le conoce como la Ciudad del Sol y del Acero.

## Historia

### Fundación

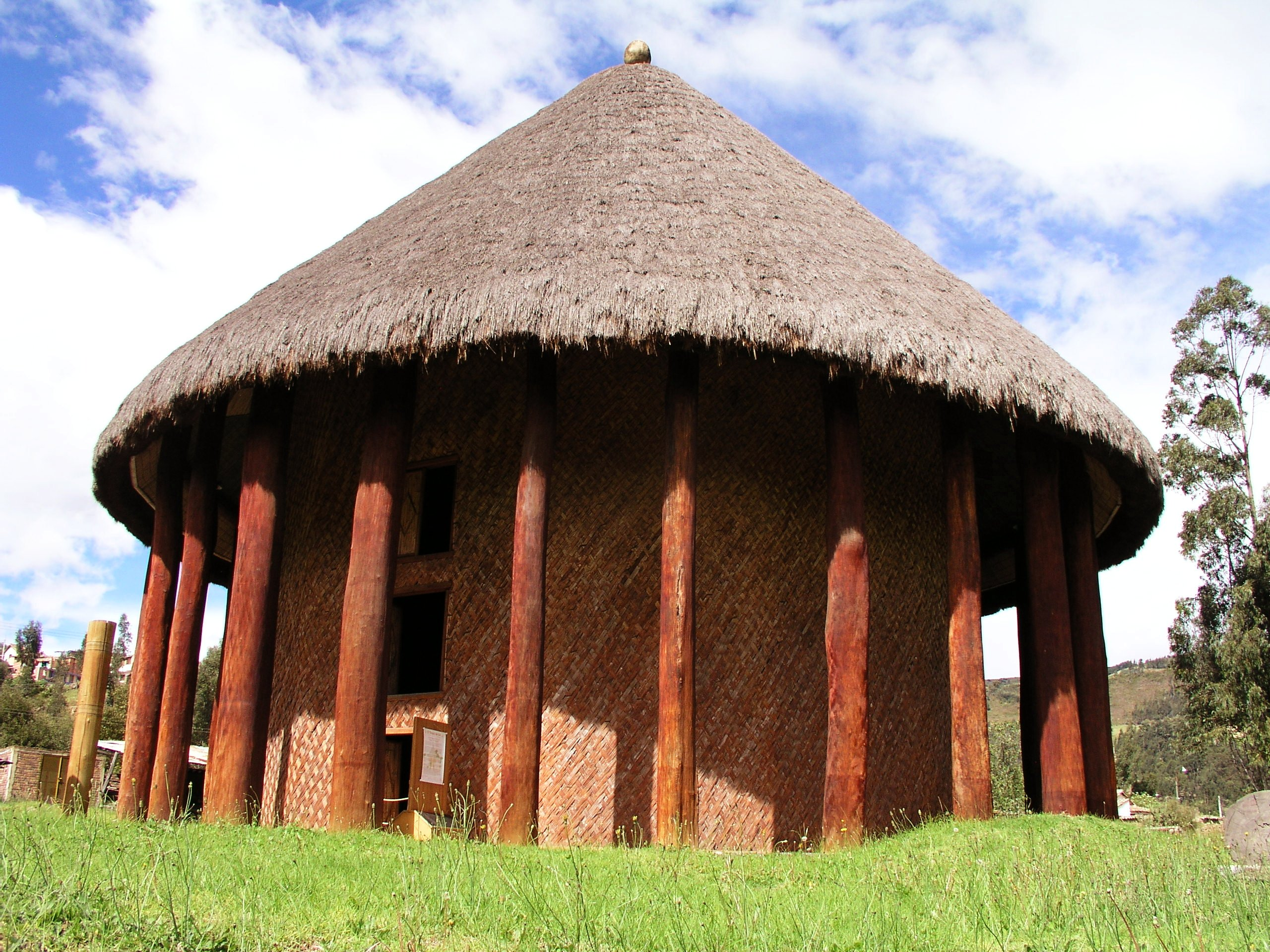
Templo del Sol en el Museo Arqueológico Eliécer Silva Celis.

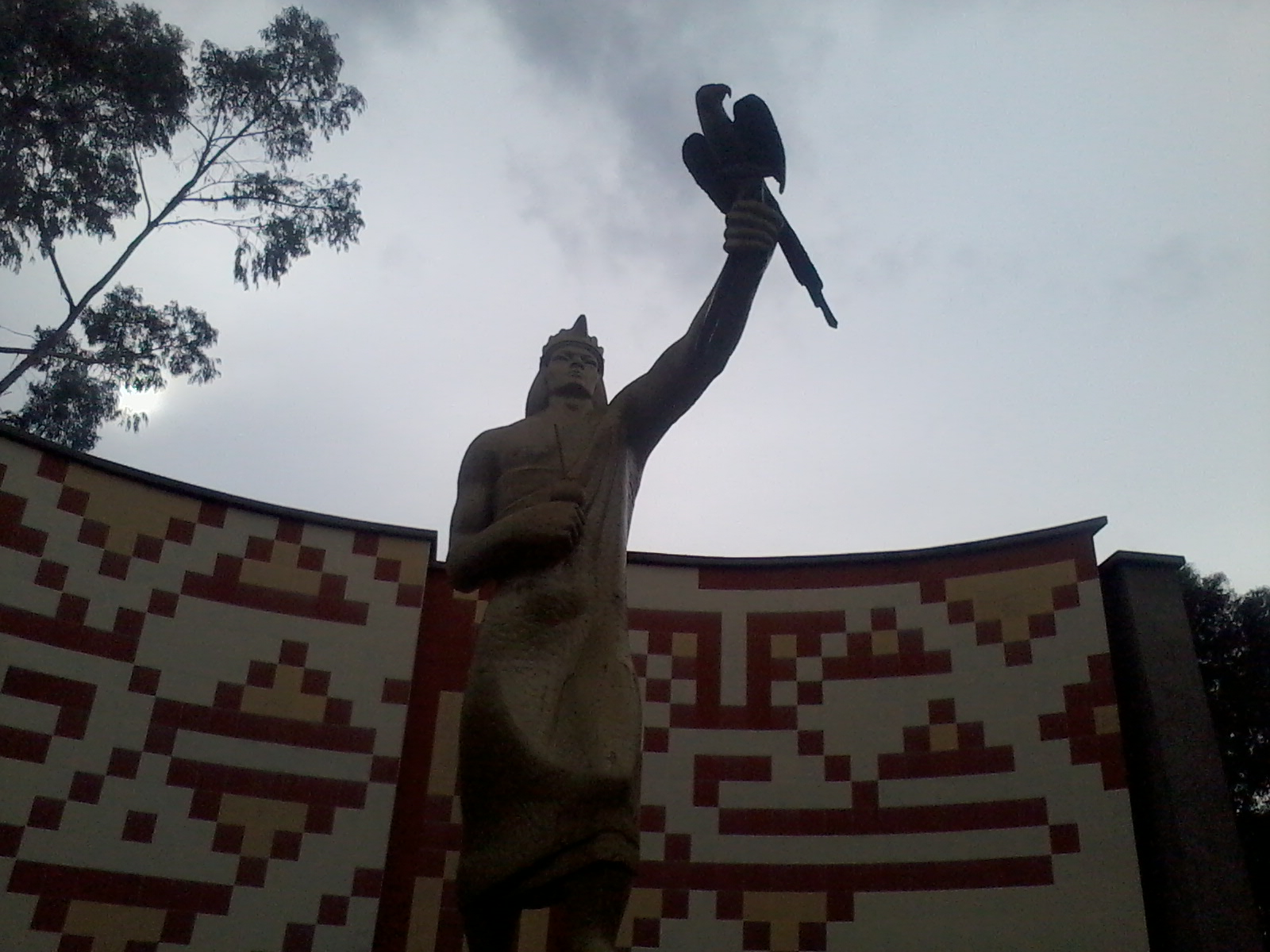
Cacique Sugamuxi - Museo Arqueológico Sogamoso.

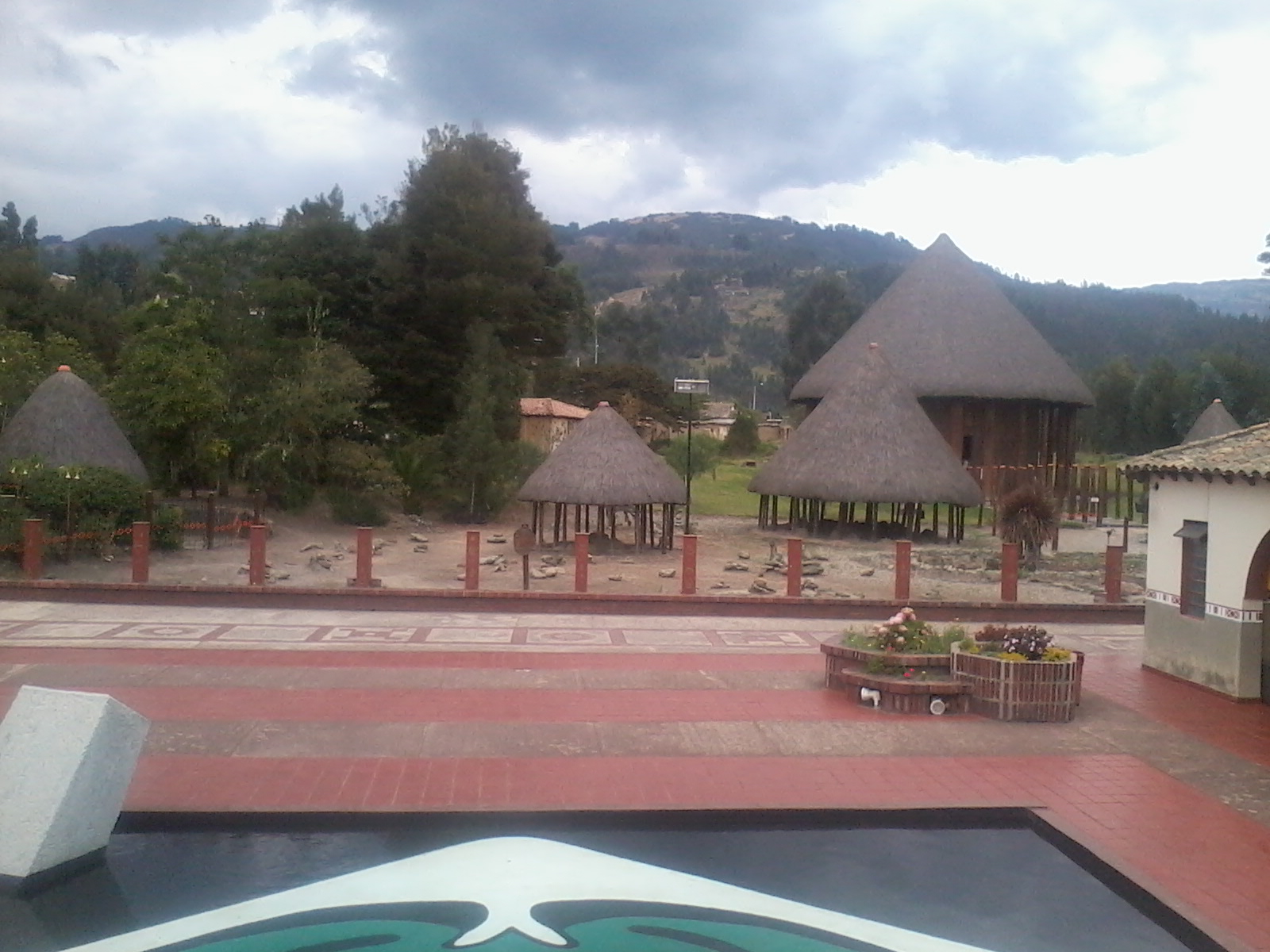
Panorámica - Museo Arqueológico Sogamoso.

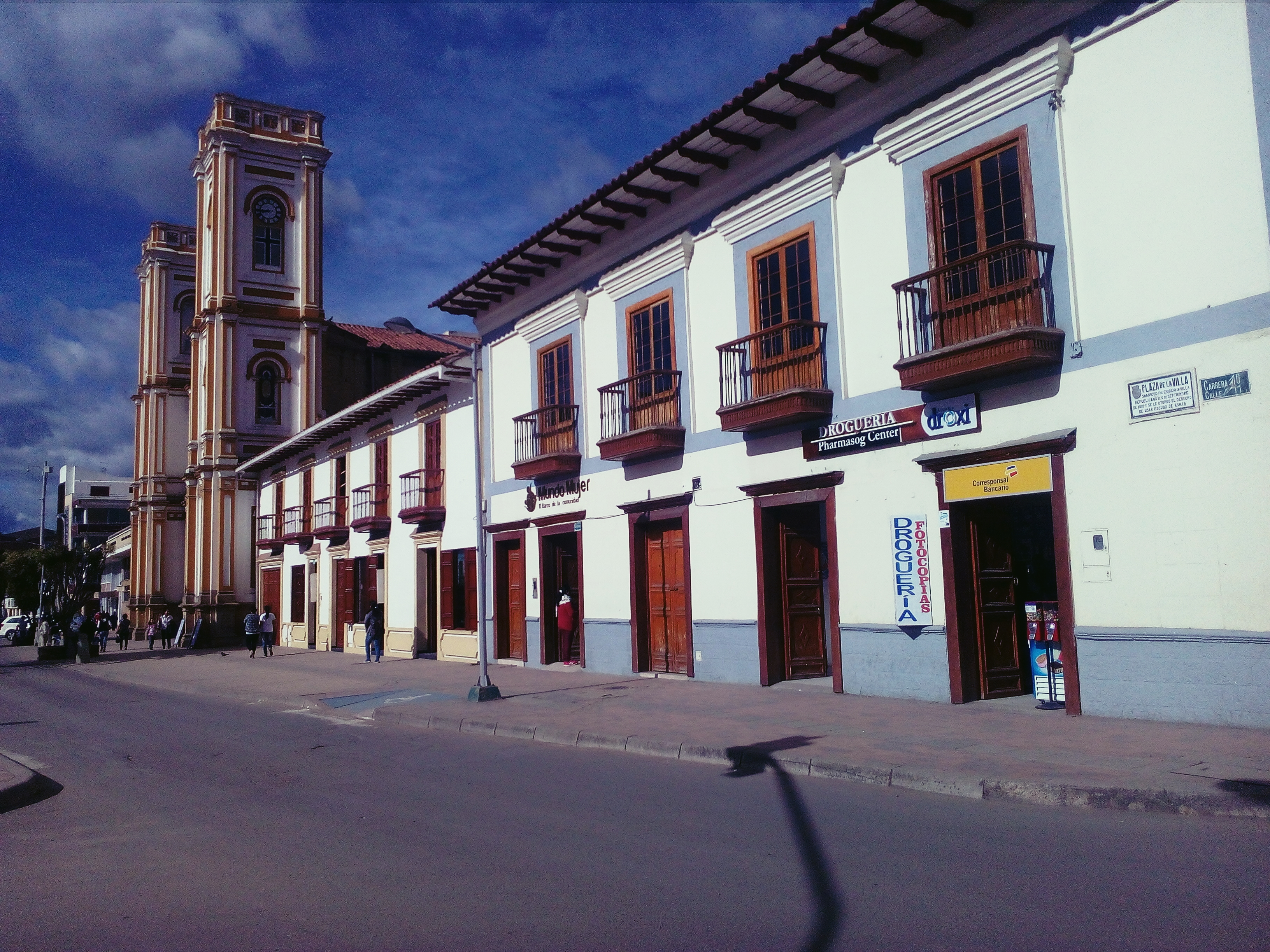
Centro histórico de Sogamoso.

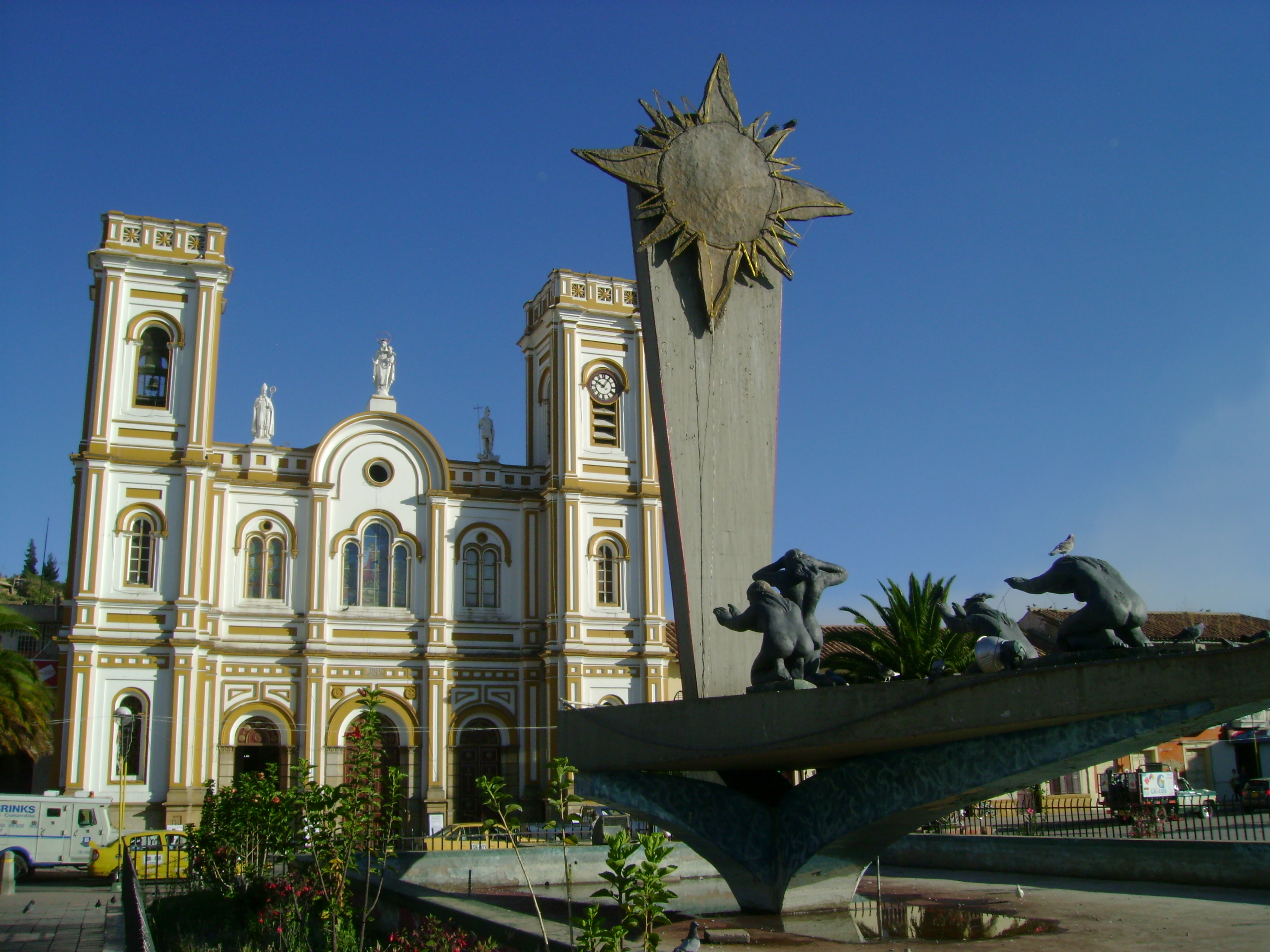
Monumento al sol en la plaza de la Villa.

El origen mítico de Sogamoso se remonta en la cosmogonía chibcha a la creación del Sol: en el valle de Iraca (Suamox). Sogamoso fue un centro religioso de la comunidad Muisca. Vestigios de la cual se encuentran en la necrópolis del Templo del Sol, del Museo Arqueológico de Sogamoso.
Primitivas migraciones humanas en el oriente colombiano se extendieron aún en el siglo IX de nuestra era. Algunos de esos migrantes, pertenecientes a la familia chibcha, se mezclaron con los ya asentados, dejando como testigo de ello las pinturas rupestres plasmadas en las rocas de El Pilar y Ceibita.

### La Conquista

#### Conquista española
Juan de Sanct Martín conquistó el Valle de Iraca. Al paso de los conquistadores, Gonzalo Jiménez de Quesada, encontró la ciudad sagrada de los Muiscas, cuyo sumo sacerdote y gobernante era el cacique Sugamuxi, de quien deriva el nombre de la ciudad. Sugamuxi tenía prevista una escuadra de indios para oponerse a la invasión en el hecho conocido como la Batalla de Iraca. Sin embargo, con facilidad fueron dominados y constreñidos a huir del cercado de Sugamuxi, de bellos adornos de láminas y platos de oro puestos en la fachada, que fueron hurtados por los castellanos.
Como etapa culminante de la expedición de Jiménez de Quesada, en agosto de 1537, el indio Baganique delata las riquezas de Suamox y su santuario del sol. Apenas empezaba la conquista de lo que sería el Nuevo Reino de Granada. Habiendo asegurado el poblado, Quesada dio la orden de esperar la luz del nuevo día para acceder al templo y extraer con calma los tesoros. Sin embargo, los soldados Miguel Sánchez de Llerena y Juan Rodríguez Parra saquean el templo en medio de la noche, causando un incendio (Incendio del Templo del Sol) al posar sus antorchas en el lugar.

#### Frustrada refundación española
A la llegada de los conquistadores españoles, en 1537, ya existía un asentamiento con una numerosa población y una organización civil, política y religiosa mencionada por los cronistas españoles, de tal forma que, cuando en 1572, el capitán Bernardino de Mojica, procurador de Tunja, "pidió al presidente Andrés Venero de Leiva autorización para realizar la “fundación” de Sogamoso, la petición fue denegada dada la existencia, de este poblado como "asentamiento indígena importantísimo desde las lejanas épocas de la prehistoria".

### Época colonial
Sugamuxi fue bautizado como católico y se le dio el nombre Alonso, así como el tratamiento de "Don"; sin embargo, el cacicazgo entró en decadencia bajo el dominio peninsular.
Tras el incendio del máximo templo de los Muiscas, y la repartición de tierras e indígenas entre españoles, se construyeron varias capillas. Don Bernardino de Mojica y Guevara propuso convertir al poblado del Valle de Iraca en una villa, pero tuvo oposición del gobierno de Tunja.
```
El Rey Carlos V obsequió a Sogamoso un retrato al óleo de San Sebastián, santo al cual estaba dedicada la ciudad.
[
19
]
```

En 1584 se edificó la primera iglesia, por orden de la Corona Real, y en 1596 fueron demarcados los límites del Resguardo Indígena de Sogamoso, modificados en 1636 a instancia del Visitador Don Juan de Valcárcel, quien deja instrucciones precisas para que el Corregidor Martín Niño y Rojas distribuya las tierras.
Entre 1777 y 1810 se adelanta el proceso legal para la erección de la Parroquia de Sogamoso, se trazan las calles definitivas del pueblo, y se inicia la construcción de locales para los servicios del público. Pocos años después, la población sogamoseña se une al movimiento de los Comuneros (1781), destacándose Lorenzo Alcantuz.
El proceso de la erección de la parroquia implicó la extinción del resguardo indígena constituido por Egas de Guzmán, el 31 de agosto de 1596. Dicho proceso fue el resultado del profundo mestizaje producido en la región, y el surgimiento de élites locales que pugnaban por lograr reconocimiento social en la sociedad estamental colonial. La población indígena se había diezmado notoriamente, razón por la cual el corregidor de Tunja, José María Campuzano y Lanz, recomendó el traslado de los indios a Paipa, la demolición de las chozas de los indios y el remate de las tierras liberadas entre los vecinos locales. Dicho concepto fue avalado y ratificado por el visitador  Francisco Moreno y Escandon, en 1778.
Aunque los indios regresaron un año después en virtud a que Francisco de Piñeres se opuso a las decisiones de Moreno y Escandón, sus terrenos y chozas ya habían sido ocupados por los vecinos mestizos y blancos; por eso, no les quedó otra alternativa que ubicarse en la zona de Monquirá, en dónde padecieron innumerables calamidades. Mientras tanto, la nueva parroquia de Sogamoso sufría una gran transformación urbanística, acorde a las características propias de los pueblos de españoles, y se fortalecía su situación económica de la mano de la ganadería que provenía de los llanos del Casanare, y de la intensificación del cultivo de cereales como: el trigo, el maíz y la cebada.

#### Primeros viajeros sogamoseños por el mundo
Los más antiguos registros históricos que se tienen acerca de los primeros viajeros sogamoseños por el mundo se remontan a mediados de la década de 1610, cuando los indígenas muiscas José Sogamoso y Cristóbal Guayacundo llegaron a la provincia de Guayana acompañando a funcionarios de la Corona real. Pocos años después fueron llevados a Norteamérica, donde debieron participar en la conquista de la Florida. En 1618 los embarcó el pirata inglés Sir Walter Raleigh, amenazándolos «para que descubriesen dónde estaban las minas de la Guayana, porque ideaba volver a labrarlas como lo dejaba tratado con los caribes del río Orinoco. Habiendo llegado al puerto, no permitió el gobernador de la Virginia desembarcase; hízole muchos requerimientos y nada bastó ; ántes resistiendo el gobernador su desembarco, se volvió Raleig (sic) a Inglaterra, y llegó a Plemua muriendo en el camino José el indio; y Cristóbal vió degollar a Gualtero cuatro años después en la Plaza de Londres».
Al respecto, el cronista Fray Pedro Simón narra que «...Gualtero (sic) se dio a la vela la vuelta de la Florida, a donde con buenos caminos llegó a la Virginia, no cesando en el camino, así en el mar como en los puertos que topaba, de hacer grandes conminaciones de muerte al indio Cristóbal Guayacundo, que dijimos había preso en Santo Thome, que era del servicio del gobernador Palomeque, y natural del pueblo de Sogamoso en este Nuevo Reino, y a otro llamado Josef que también hubo a las manos en Santo Thomé, y murió antes de llegar a Inglaterra, intentando de ellos por este camino sacar algunas noticias de minas en la provincia de Guayana...».
Guayacundo acompañó a Raleigh durante su prisión y al año de haberlo visto degollar en el cadalso, pasó a España, en donde pidió permiso a las autoridades reales para que le autorizaran su regreso al Nuevo Reino, como Narra Fray Pedro Simón: «..Esto se hizo el año de mil y seiscientos y diez y nueve, y el de mil y seiscientos y veinte se trató con mucha demostración, y de ella resultó la prisión del dicho Gualtero, y ponerle muy á recado en el Castillo de Plemua, y secuestrarle sus bienes, donde por términos jurídicos fué convencido y degollado públicamente. Dícese que el Gualtero fué gran corsario, y que navegando antiguamente por las costas de tierra firme é islas de Barlovento, halló una rica mina de oro en las riberas del rio Orinoco, de que llevó á Londres algunas pipas de tierra (como dejamos tocado), de donde sacó algún oro, y la tuvo encubierta más de treinta años, y en esta sazón dio noticia de ella, ofreciendo el irla á poblar y para este efecto se hizo la armada, con la cual contravino, haciendo lo que se ha dicho, el indio Cristóbal Guayacundo, que llegó con el corsario á Inglaterra, y se halló cerca de él cuando lo degollaron, que parece lo llevó desde Guayana, solo para testigo de esto, después de varios sucesos que tuvo, pasó á Madrid, y de allí volvió á Cartagena, de donde llegó á su tierra, el valle de Sogamoso, el año de mil y seiscientos y veinte y dos, donde hoy está», y se ve documentado con fecha del 24 de marzo de 1620, en las Informaciones y licencias de pasajeros a Indias, del Archivo General de Indias

### La Independencia
Sogamoso se enriqueció como centro de comercio de rebaños superando a la capital en población en esa época; las campiñas circunvecinas inundables se destinan a la alimentación del ganado importado de los Llanos de Casanare. Según Francisco J. Vergara V Vergara la ciudad se transforma en el primer centro mercantil de Boyacá, y de valiosas y abundantes cosechas.

#### Erección de la Villa republicana
El 6 de septiembre de 1810, el pueblo de Sogamoso recibió el título de Villa Republicana, como reconocimiento a su patriotismo. Esta fecha no representa la fundación de la ciudad que ya tenía varios siglos de existencia. En tal sentido hay un error histórico en la Ley que lleva en su título la frase "Celebración de la fundación de Sogamoso Boyacá", por medio de la cual la Nación se vincula y rinde honores al municipio de Sogamoso en el departamento de Boyacá, con motivo de la conmemoración de los doscientos años de haber sido erigida como Villa Republicana, se exaltan las virtudes de quienes adhirieron a la causa de la independencia y se dictan otras disposiciones en materia presupuestal.”

## Geografía

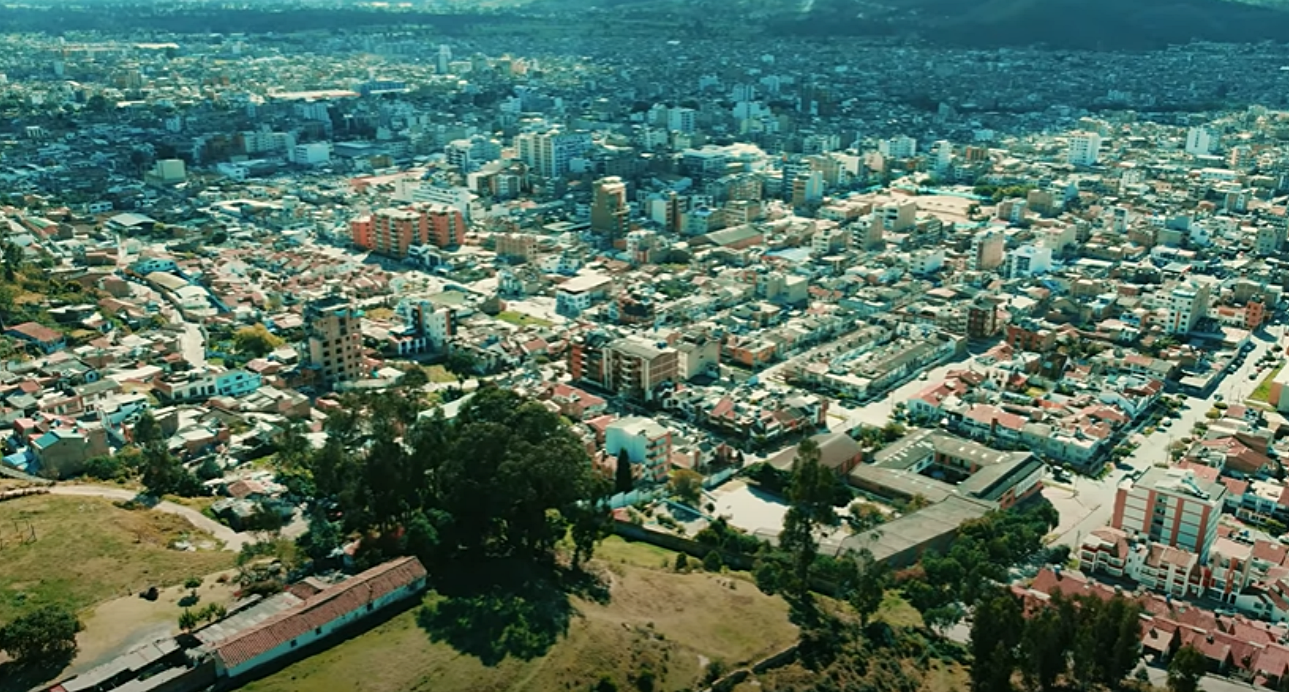
Panorámica centro de la ciudad 2022

En la franja tropical, con un clima moderado en razón de su altitud sobre el nivel del mar, Sogamoso se encuentra en la parte oriental del antiguo Valle de Sogamoso, ubicado en la región del Alto Chicamocha, en las estribaciones del ramal oriental de la Cordillera de los Andes, la riega el río Chicamocha.
Los puntos más sobresalientes en el área urbana son el Cerro de Chacón, al sur, y el cerro de Santa Bárbara, al oriente.

### Límites
El valle de Sogamoso está bordeado por una cadena montañosa que forma parte de la Cordillera Oriental de los Andes. 
| Noroeste: Tibasosa (Río Chiquito) | Norte: Nobsa (Río Chicamocha) | Nordeste: Tópaga                        |
| Oeste: Firavitoba                 |                               | Este: Monguí y Mongua                   |
| Suroeste: Iza                     | Sur: Cuitiva y Aquitania      | Sureste: Aquitania (Páramo de Siscunzi) |

### Orografía
Principales alturas
- Cerro de Chacón
- Loma de Santa Bárbara
- Cerros de Río Chiquito

Es una formación del Cretáceo. Allí se encuentran rocas areniscas y yacimientos fosilíferos, principalmente de amonitas.

### Geología y suelos
Sogamoso forma parte de la denominada cuenca de Bogotá, con rocas sedimentarias cuyas edades oscilan entre el Cretáceo y Cuaternario reciente.
En el área de Sogamoso se encuentran las siguientes formaciones geológicas:
- Formación Ermitaño. Se localiza en las partes altas del occidente del Valle de Sogamoso, con un espesor que alcanza los 500 metros. Consta de una sucesión de areniscas cuarzosas duras, algo glauconíticas, intercaladas con arcillolitas grises, fisibles, algo calcáreas, capas de chert de diferentes colores y esporádicos niveles de fosforita.

- Formación Guaduas. La base de la formación se compone de 250m de arcillolitas grises con intercalaciones ocasionales de areniscas fiables, sobre las que yacen 270 metros de arcilliolitas grises, arenisca friable y mantos de carbón explotable. El techo llega a 50 metros, compuesto por arcilliolitas verduscas y violáceas, con bancos de areniscas fiables. Su espesor sobrepasa los 550 metros, se localiza principalmente en los alrededores de la vereda de Morcá.

- Formación Socha-inferior. Constituida principalmente por areniscas verdes y amarillas en su parte inferior, en tanto que la parte media es fundamentalmente de arcillolitas grises con pequeñas intercalaciones de areniscas y limolitas grises a verdosas. Hacia el techo se compone de areniscas varicoloreadas de grano medio a fino. En la quebrada de Las Torres su espesor llega a los 174 metros.

- Formación Socha-Superior. Es predominante arcillosa, consta de tres miembros, de los cuales el del medio es de esencialmente de areniscas verdes, amarillas y grises; los otros dos miembros se componen de arcilliolitas grises verdosas con manchas de óxidos. Algunos bancos de areniscas presentan marcas de oleaje. El espesor medio en la quebrada de Las Torres llega a los 375 metros.

- Formación Picacho. Primordialmente arenosa constituida por grandes bancos de areniscas blancas y amarillas de grano medio a grueso, en ocasiones conglomerática y con manchas de asfalto. Hacia el techo, esta formación está constituida en un 60% por arcilliolitas de color gris a crema y abigarradas. Su espesor supera los 180 metros. Se encuentra aflorando en la quebrada de las Torres en su parte baja, cerca al contacto con el valle cuaternario.

- Formación Concentración. Constituida principalmente por arcilliolitas habanas y grises con esporádicas intercalaciones de areniscas pardas de grano medio a grueso, en ocasiones conglomeráticas y feldespáticas. La base de esta unidad presenta un manto de hierro de espesor variable. El espesor de la formación alcanza los 1400 metros en Paz de Río, donde actualmente se explota el mineral de hierro.

- Depósitos Cuaternarios. En esta región se evidencian principalmente los depósitos de transporte glacial, derrubios de vertientes, depósitos aluviales, depósitos fluviolacustres y depósitos lacustres. Los depósitos aluviales como el que aflora en el cerro de Chacón (oeste de Sogamoso), Consta de campos rodados de arenisca de diversos tamaños, embebidos en una matriz areno-arcillosa de color amarillo y habana.

### Hidrografía

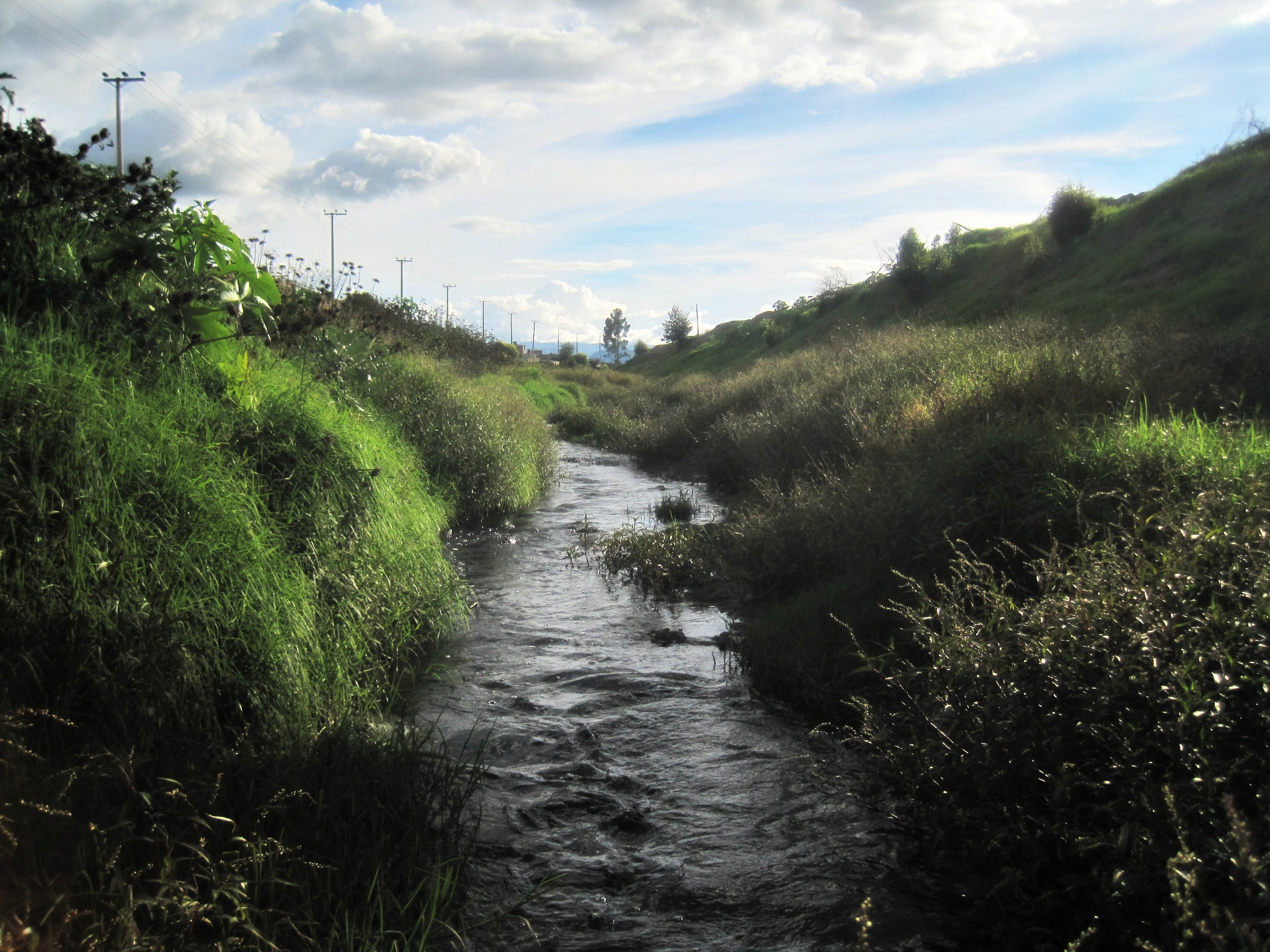
Río Chiquito a su paso por Sogamoso.

El valle de Sogamoso posee una riqueza hídrica considerable, con afluentes del Río Chicamocha, que nace al sur de Tunja y toma los nombres de Chulo y Jordán, entra a Sogamoso con el nombre de Río Grande; sigue por Paz de Río y el valle se estrecha dando comienzo al cañón del Chicamocha.
"El río Chicamocha recorre la zona industrial de Boyacá y recibe la contaminación que producen Acerías Paz del Río, Termo Paipa, sobrantes de las aguas termales de las piscinas de Paipa, del complejo industrial de Maguncia, Metalúrgica Boyacá, Zona industrial de Sogamoso y curtiembres".
Afluentes del río Chicamocha en Sogamoso:
- Río Monquirá.
- Río Chiquito.

De las alturas andinas descienden las quebradas de Mongui, Ombachita y las Torres.
- Lagunas

La laguna de Siscunsí. Situada al sureste de Sogamoso, en el páramo del mismo nombre.

### Clima
Por su ubicación tropical y altitudinal, Sogamoso tiene un clima templado cuyo promedio de 15 °C se ha visto alterado en años recientes por el fenómeno del calentamiento global[cita requerida].
Sin embargo, el valle de Sogamoso goza del ciclo diario de las estaciones, como se puede observar en la tabla de los parámetros climáticos promedio de Sogamoso. En el transcurso de 24 horas se suceden las condiciones climáticas de las cuatro estaciones anuales. Así, entre las seis de la mañana y el mediodía las características climáticas semejan la primavera; del mediodía hasta las cinco de la tarde el verano, de esa hora hasta las diez u once, la temperatura es otoñal. La temperatura invernal alcanza su punto más bajo alrededor de las tres de la mañana, llegando, incluso a cero grados centígrados o menos. lo anterior se explica en razón de que la altitud de Sogamoso sobre el nivel del mar compensa diferencia de latitud y la inclinación del eje de la tierra no es tan marcada con relación al resto del hemisferio norte.
"Luz diurna". Por su posición astronómica, la inclinación del eje de la tierra no es tan marcada en Sogamoso con respecto al resto del hemisferio norte, por lo cual luz solar varía muy poco. Sogamoso posee prácticamente 12 horas diarias de luz solar: a lo largo del año, el sol aparece en el horizonte con una diferencia máxima de 15 minutos antes o después de las seis de la mañana.
| Parámetros climáticos promedio de Sogamoso | Parámetros climáticos promedio de Sogamoso | Parámetros climáticos promedio de Sogamoso | Parámetros climáticos promedio de Sogamoso | Parámetros climáticos promedio de Sogamoso | Parámetros climáticos promedio de Sogamoso | Parámetros climáticos promedio de Sogamoso | Parámetros climáticos promedio de Sogamoso | Parámetros climáticos promedio de Sogamoso | Parámetros climáticos promedio de Sogamoso | Parámetros climáticos promedio de Sogamoso | Parámetros climáticos promedio de Sogamoso | Parámetros climáticos promedio de Sogamoso | Parámetros climáticos promedio de Sogamoso |
| Mes                                        | Ene.                                       | Feb.                                       | Mar.                                       | Abr.                                       | May.                                       | Jun.                                       | Jul.                                       | Ago.                                       | Sep.                                       | Oct.                                       | Nov.                                       | Dic.                                       | Anual                                      |
| ------------------------------------------ | ------------------------------------------ | ------------------------------------------ | ------------------------------------------ | ------------------------------------------ | ------------------------------------------ | ------------------------------------------ | ------------------------------------------ | ------------------------------------------ | ------------------------------------------ | ------------------------------------------ | ------------------------------------------ | ------------------------------------------ | ------------------------------------------ |
| Temp. máx. abs. (°C)                       | 24                                         | 23                                         | 22                                         | 21                                         | 21                                         | 21                                         | 20                                         | 21                                         | 21                                         | 22                                         | 23                                         | 22                                         | 21                                         |
| Temp. máx. media (°C)                      | 19                                         | 19                                         | 19                                         | 18                                         | 18                                         | 17                                         | 16                                         | 18                                         | 18                                         | 19                                         | 19                                         | 19                                         | 18                                         |
| Temp. mín. media (°C)                      | 2                                          | 2                                          | 3                                          | 3                                          | 3                                          | 2                                          | 1                                          | 0                                          | 1                                          | 2                                          | 2                                          | 2                                          | 2                                          |
| Temp. mín. abs. (°C)                       | -4                                         | -6                                         | -1                                         | 0                                          | 0                                          | -1                                         | -3                                         | -1                                         | -2                                         | -1                                         | -3                                         | 1                                          | -1                                         |
| Precipitación total (mm)                   | 80                                         | 78                                         | 89                                         | 92                                         | 75                                         | 55                                         | 40                                         | 38                                         | 42                                         | 90                                         | 110                                        | 82                                         | 871                                        |
| Fuente: [cita requerida]                   |                                            |                                            |                                            |                                            |                                            |                                            |                                            |                                            |                                            |                                            |                                            |                                            |                                            |

## Etnografia
El más reciente censo general de la nación, realizado por el Departamento Administrativo Nacional de Estadística de Colombia (DANE), presenta los siguientes resultados acerca de la distribución étnica de la población censada en la ciudad de Sogamoso:
- Blancos y Mestizos: 99,44 %
- Afrocolombianos: 0,34 %
- Indígenas: 0,22 %

## Ecología
La cordillera Oriental de los Andes, en Sogamoso, presenta tres niveles claramente definidos: el valle, la vertiente y el páramo.
 1. Valle. Corresponde a la zona plana del municipio y está ocupada por dos distritos del área rural y el área urbana. Concentra el 85 % de la población total del municipio en tan solo 4.259 hectáreas, es decir, el 21 % de la extensión territorial.
- Siatame (veredas de Siatame, Angarita, San Antonio, Escuela, Alcaparral, Altamizal y Cerrito)
- Área urbana. Delimitada por el perímetro urbano vigente.
- Vanegas. (veredas de Vanegas, Manitas, Venecia, Límites, Pedregal Bajo y Sector Callejuelas).

 2. Vertiente.  El Valle de Sogamoso está cincundado por tres sectores de ladera que ocupan 7.707 hectáreas, equivalentes al 38 % del territorio municipal:
- Morcá. Incorpora las veredas de Morcá, Ramada, Chiquita, Ramada Grande, San José del porvenir, Bata y Alto de Peñitas.
- Ombachita. Constituye la vereda Ombachita, Sector Alto Jiménez, Pantanitos, Pilar y Ceibita y Mortiñal.
- Chorreras: Milagro y playita, El Papayo, San Martín, Independencia, Corrales, Pedregal Alto, Dichavita y El Crucero.

El Corregimiento de vertiente.
 3. Páramo.  Es la zona más alejada con respecto al sector urbano, con muy baja dotación en equipamientos y servicios, conformada por las veredas: El Altillo, El Mortiñal, Las Cintas y Las Cañas. Con 8.316 hectáreas, los páramos sogamoseños ocupan el 41% del área municipal, la mayor extensión territorial.
Los páramos sogamoseños se encuentran entre los tres mil y cuatro mil metros de altitud sobre el nivel del mar.
- Páramo de Siscunsí es el hábitat natural del cóndor de los Andes. Desde el año 2003 se ha venido repoblando el páramo con la especie de cóndor andino, con el apoyo del San Diego Wild Animal Park, de los Estados Unidos de América, y la Corporación Autónoma Regional de Boyacá (Corpoboyacá)[31]

- Parque natural en las veredas Las Cintas, Las Cañas y Mortiñal.

## División administrativa

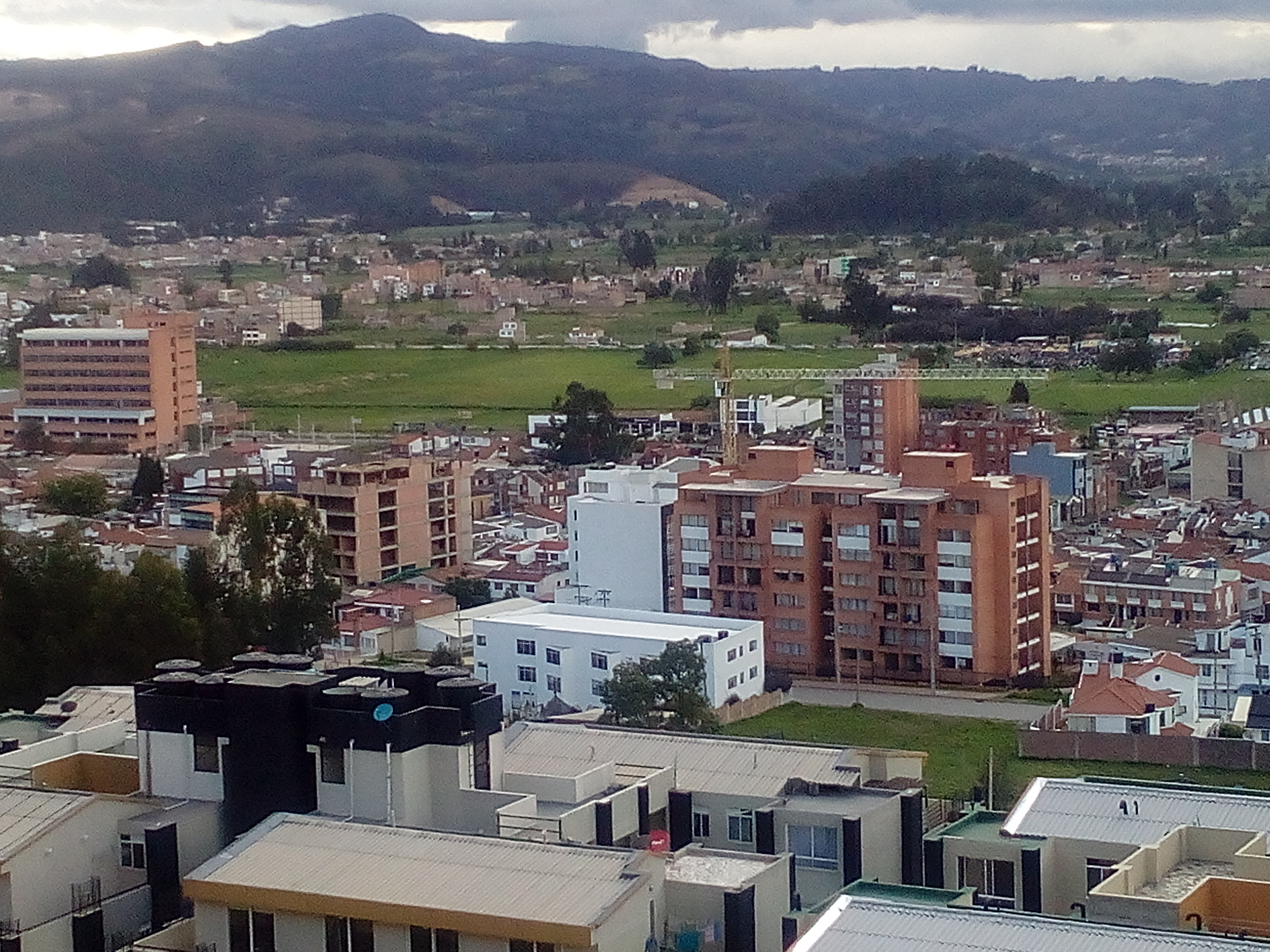
Panorámica Barrio Recreo.

### Barrios
Según el Mapa político- administrativo del Departamento Administrativo de Planeación de Sogamoso, el municipio está conformado por los siguientes barrios:

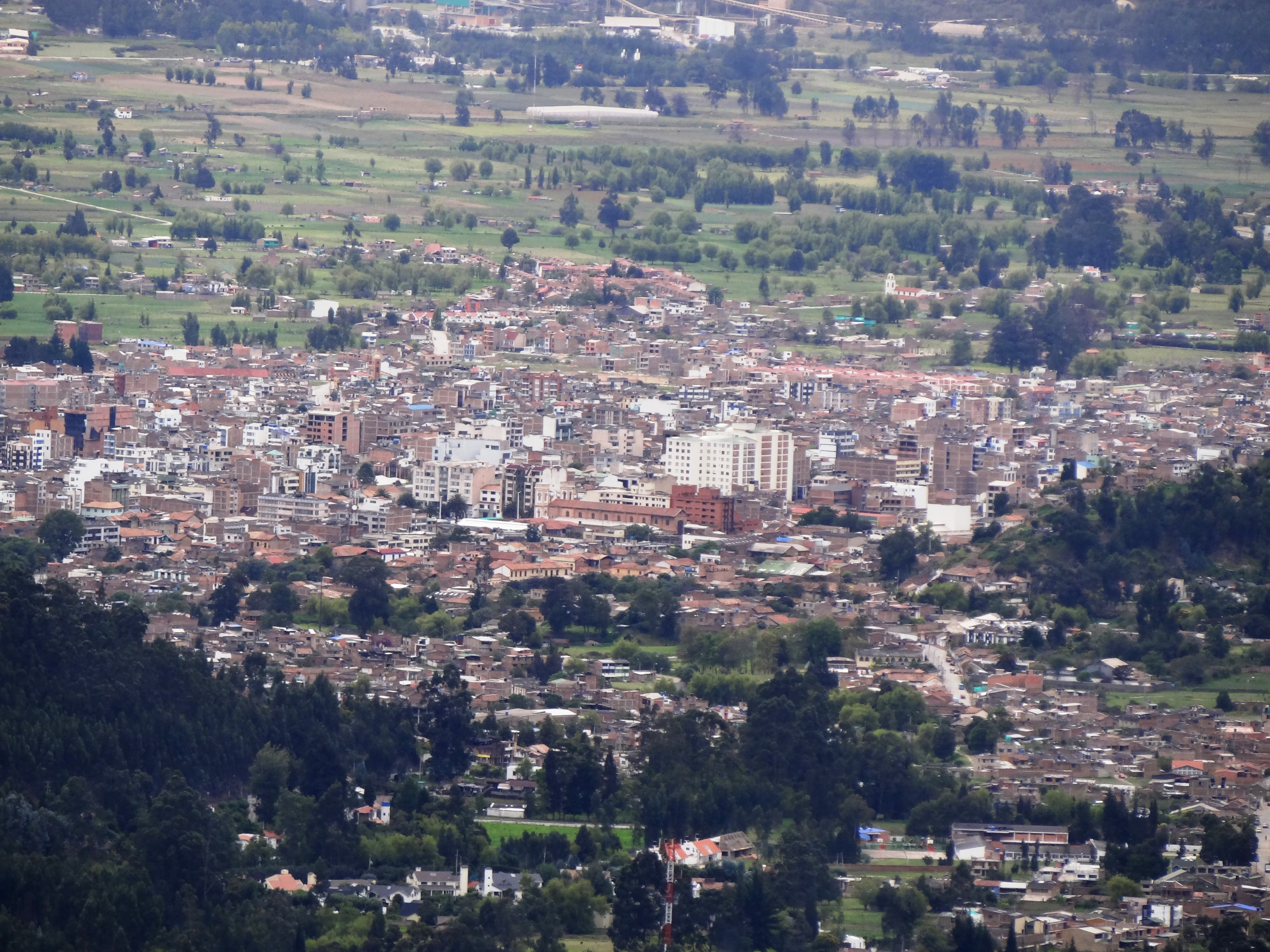
Panorámica norte de la ciudad.

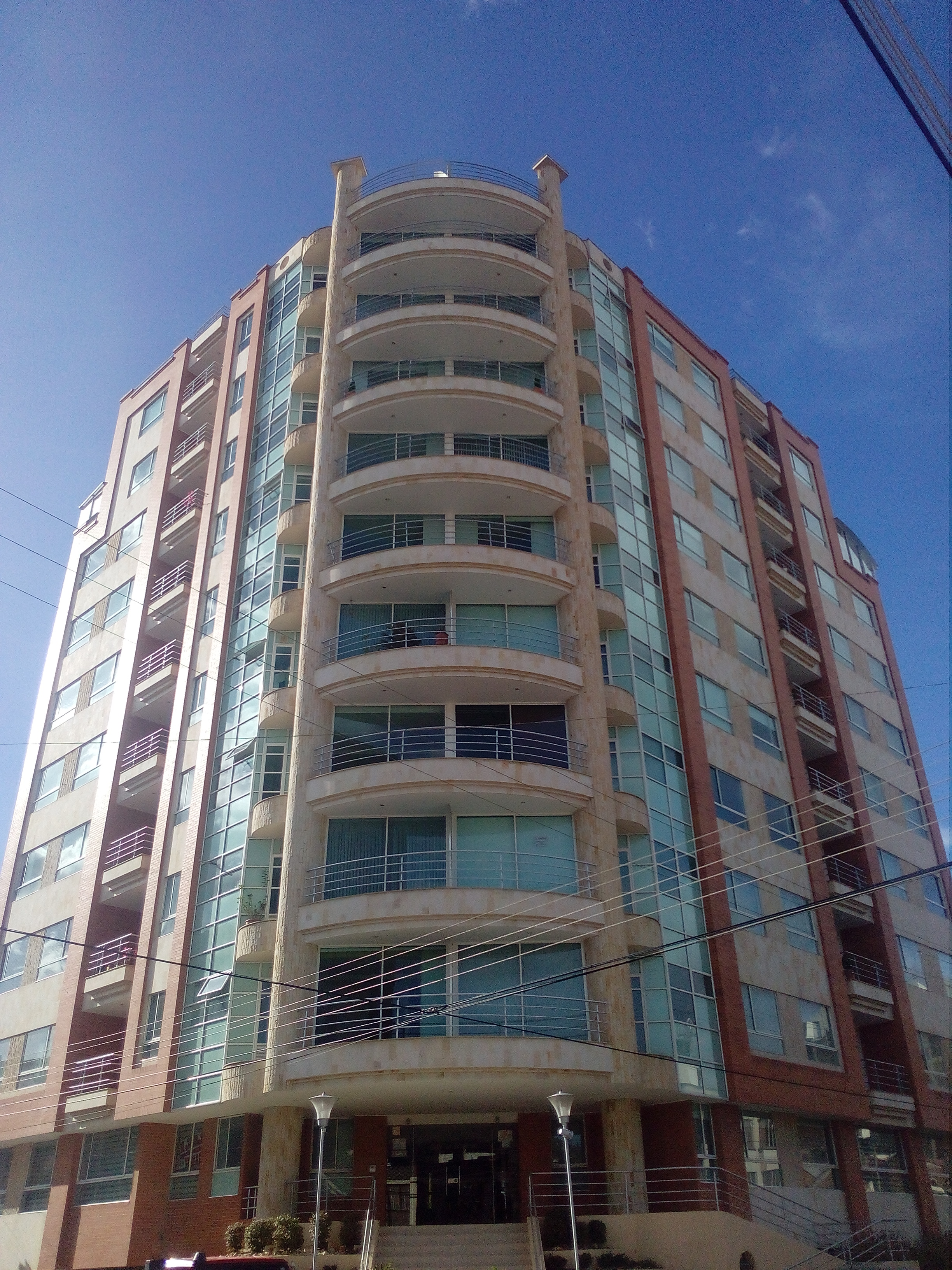
Edificio residencial al occidente de la ciudad.

| 1.Álamos del sur          | 2. Álvaro González Santana | 3. Angelmar              | 4. Benjamín Herrera | 5. Campoamor             | 6. Centro              |
| 7. Chapinero              | 8. Chicamocha              | 9. Colombia              | 10. El Cortez       | 11. El Diamante          | 12. El Durazno         |
| 13. El Jardín             | 14. El Laguito             | 15. El Nogal             | 16. El Oriente      | 17. El Prado             | 18. El Recreo          |
| 19. El Rosario            | 20. El Sol                 | 21. El Carmen            | 22. Gustavo Jiménez | 23. Jorge Eliécer Gaitán | 24. José Antonio Galán |
| 25. Juan José Rondón      | 26. La Castellana          | 27. La Esmeralda         | 28. La Florida      | 29. La Isla              | 30. La Pradera         |
| 31. La Villita            | 32. Las Acacias            | 33. Las Américas         | 34. Los Alisos      | 35. Los Alpes            | 36. Los Arrayanes      |
| 37. Los Libertadores      | 38. Los Rosales            | 39. Los Sauces           | 40. Lunapark        | 41. Magdalena            | 42. Monquirá           |
| 43. Enrique Olaya Herrera | 44. Prado Norte            | 45. Rafael Uribe Uribe   | 46. San Andresito   | 47. San Cristóbal        | 48. San Martín         |
| 49. San Martín- Centro    | 50. Santa Ana- Mochacá     | 51. Santa Bárbara        | 52. Santa Catalina  | 53. Santa Helena         | 54. Santa Inés         |
| 55. San Rafael            | 56. Santa Isabel           | 57. Santa Marta          | 58. Siete de Agosto | 59. Simón Bolívar        | 60. Sucre              |
| 61. Sugamuxi              | 62. Universitario          | 63. Rafael Valdés Tavera | 64. Veinte de Julio | 65. Venecia              | 66. Villa Blanca       |
| 67. Villa del Sol         | 68. Asodea                 | 69. Villa del Lago       | 70. Valdez Tavera   | 71.La Sierra             | 72.Cataluña            |
| 73. Alcaravanes           | 74. El Oasis               | 76. Rincón del Cacique   |                     |                          |                        |

### Veredas
Según el Mapa político- administrativo Número 41, del Plan de Ordenamiento Territorial 1999-2010, en febrero del año 2000, la ciudad estaba conformada por 18 veredas:
| 1. La Manga          | 2. Siatame           | 3. Pantanitos       | 4. La Ramada   | 5. Morcá      | 6. San José    |
| 7. Villita y Malpaso | 8. Ombachita         | 9. Monquirá         | 10. Mortiñal   | 11. Vanegas   | 12. Pedregal   |
| 13. Primera Chorrera | 14. Segunda Chorrera | 15. Pilar y Ceibita | 16. Las Cintas | 17. Las Cañas | 18.Buena vista |

## Área metropolitana del Alto Chicamocha
El Área metropolitana del Alto Chicamocha es un proyecto de organización urbana, ubicado en el centro del departamento de Boyacá y conformado por los municipios de Paipa, Duitama, Sogamoso, Nobsa, Tibasosa y Firavitoba. Se convertiría en una de las regiones más prósperas del país. Es la región de mayor movimiento en el departamento, ya que concentra la mayor actividad económica, comercial e industrial de Boyacá, además de ser la zona más densamente poblada. Cuenta con cerca de 350.000 habitantes.

## Símbolos

Bandera de la ciudad.

Escudo de la ciudad.

Dice la tradición provinciana que, en el siglo XVIII, la Corona española le otorgó a Sogamoso la facultad para disponer de un escudo de armas. Hasta la fecha no se han hallado los pergaminos que lo atestigüen.
A mediados del siglo XX, el historiador Gabriel Camargo Pérez ideó el blasón de forma española, partido en cuatro cuarteles, con corona mural y divisa blanca. En el cantón superior izquierdo, sobre campo azul el legendario sol que da nombre a la ciudad; en el opuesto, el gorro frigio, símbolo de la libertad sobre campo de oro, en el inferior derecho tres barras negras (que representan el hierro y el acero) sobre campo de plata y en el cantón inferior izquierdo una cabeza negra de toro, sobre verde que representan la ganadería y el fértil Valle de Iraca.
El Himno de Sogamoso se estrenó el 6 de septiembre de 1986 en la Plaza de la Villa de esa ciudad. Música del maestro Luis Antonio Escobar. Letra del doctor Pedro Medina Avendaño.
La Bandera de Sogamoso está formada por tres franjas horizontales, características del departamento de Boyacá: la superior, verde,representa la riqueza agraria del valle de Sugamuxi y la esperanza de un futuro mejor; la del centro, roja, rememora la sangre de los patriotas y las ánsias de libertad. La franja inferior es blanca.
En días recientes se le añadió una espiral compleja, de color oro. Este diseño se basa en antiguas pictografías rupestres que, se supone, representan el sol muisca o un caracol emplumado, como alusión al progreso. Sin embargo, el desarrollo dextrógiro de las curvas, contrario a la dirección de la lectura, causa la impresión de retroceso.

## Economía

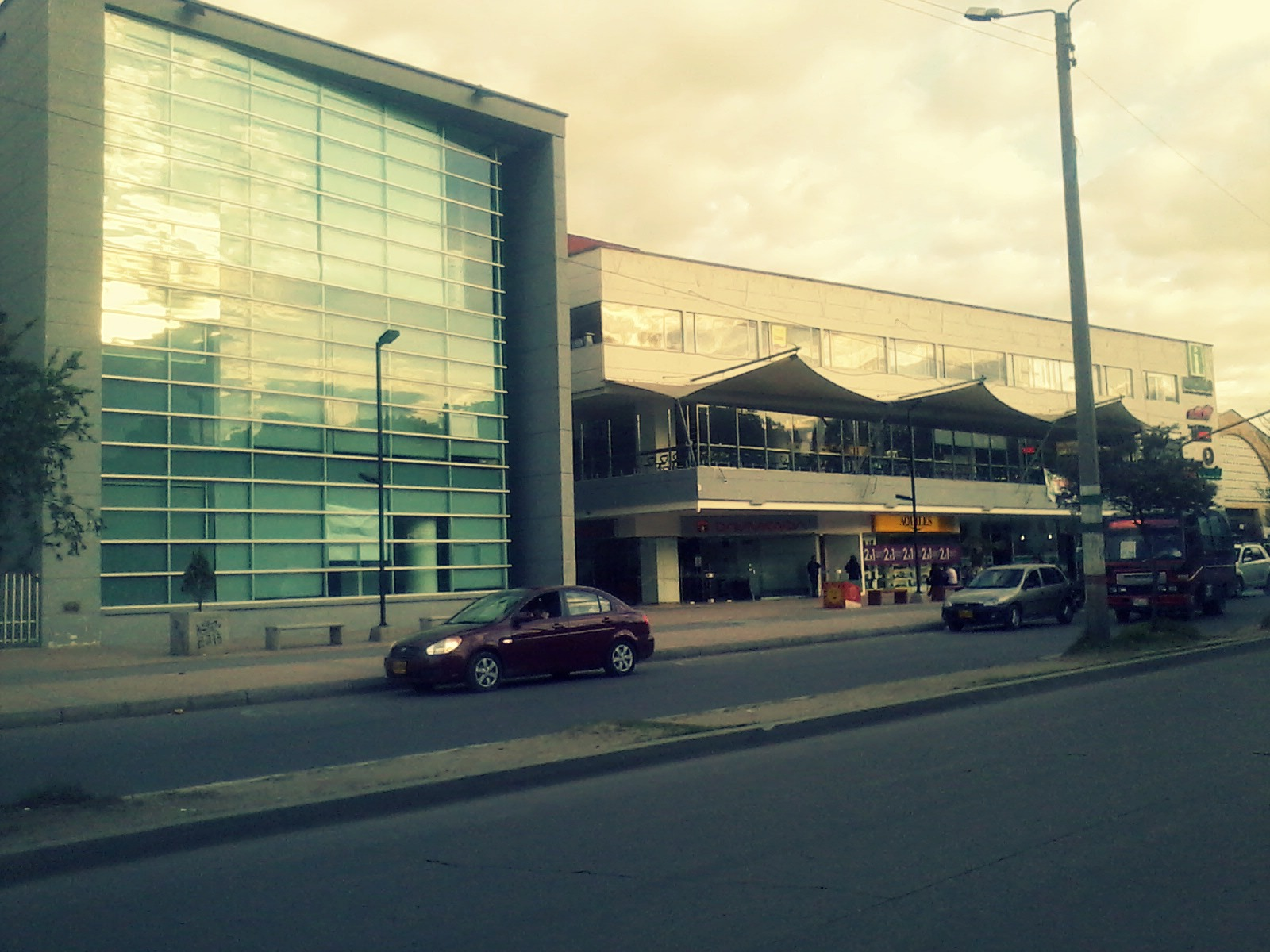
Centro Comercial Iwoka.

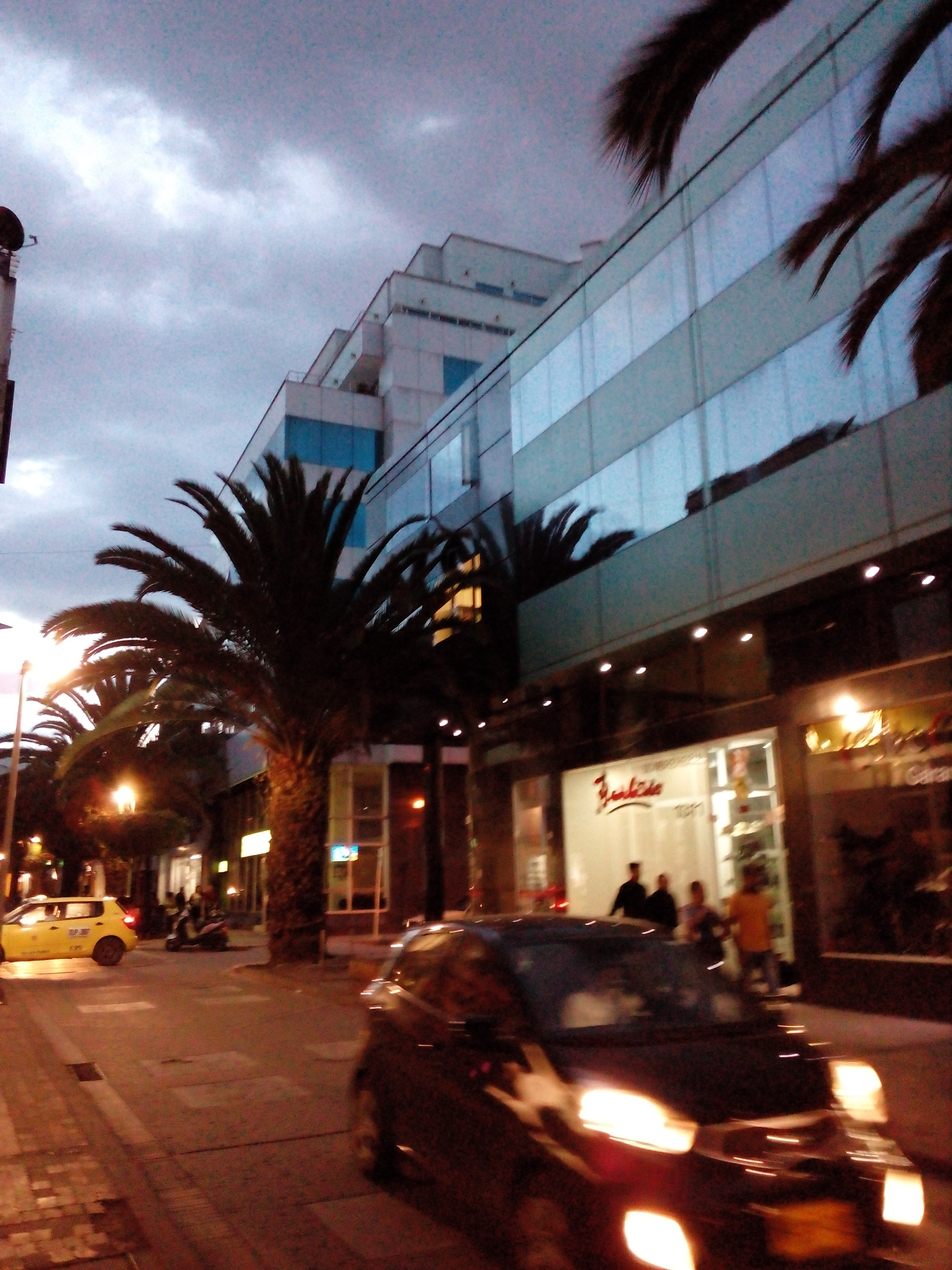
La Carrera 11 es el principal eje comercial de la ciudad.

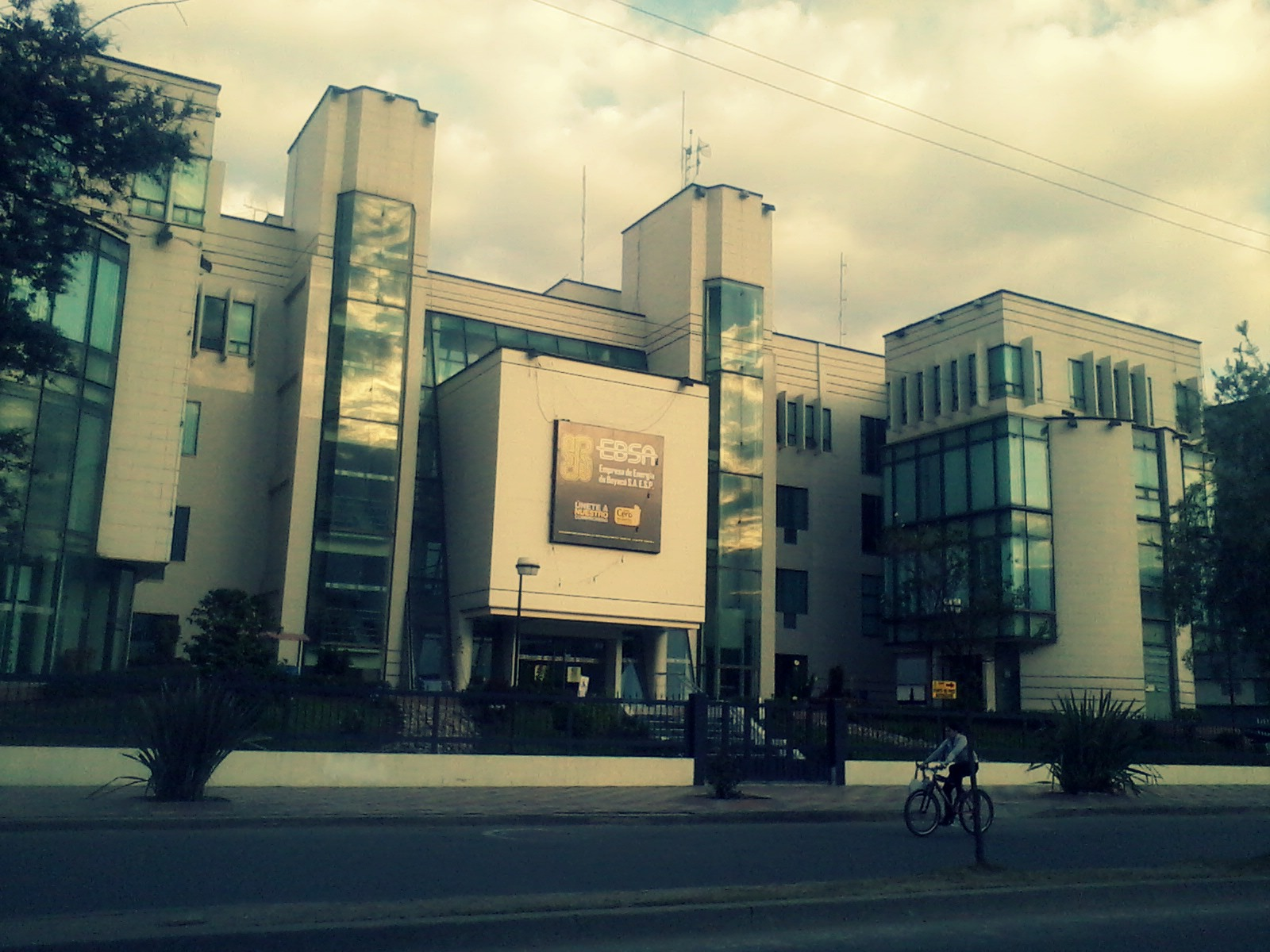
Sede EBSA - Empresa de Energía de Boyacá.

La economía de Sogamoso se basa en la industria siderúrgica y de materiales de construcción, y en la explotación de calizas, mármol y carbón y la agricultura y en el comercio regional con el centro de Colombia y los Llanos orientales. Actualmente concentra el 11,0 % de la economía del departamento y su valor agregado es de 3.0 Billones de pesos.
Estas son algunas de las empresas que se encuentran en la ciudad:
| Empresa                          | Sector económico              |
| -------------------------------- | ----------------------------- |
| Procemcol S.A.S                  | Cementos                      |
| Argos                            | Cementos                      |
| Colconcretos                     | Cementos                      |
| Cementos Nacionales - CEMNAL S.A | Cementos                      |
| Cementos Del Oriente             | Cementos                      |
| Prefabricados del Sol S.A.       | Concretos y Centrifugados     |
| INDUMIL                          | Metalurgia                    |
| Sudamin                          | Refractaria                   |
| Ingemol                          | Metalurgia                    |
| Oxígenos De Colombia             | Empresa de Gases              |
| Proalambres                      | Metalmecánica                 |
| Grapas y Puntillas "El Caballo"  | Metalurgia                    |
| SIDENAL S.A                      | Siderurgia                    |
| Fundiherrajes                    | Metal-Eléctrica               |
| CINTEC                           | Metalurgia & Siderurgia       |
| Suministros Total S.A.S          | Metalurgia & Siderurgia       |
| Ferrita                          | Metalurgia                    |
| CDT MINERAL                      | Laboratorio rocas y minerales |
| Fundimetales                     | Metalurgia                    |
| Gecolsa                          | Maquinaria                    |
| Brillahogar                      | Productos de Aseo             |
| Tricotamos                       | Confección                    |
| Almacenes Éxito                  | Supermercados                 |
| Metro (Cencosud)                 | Supermercados                 |
| La Canasta                       | Supermercados                 |
| Linda Parra                      | Confección                    |
| Coflonorte - Libertadores        | Transporte                    |
| Flota Sugamuxi                   | Transporte                    |
| Autoboy                          | Transporte                    |
| Cootracero                       | Transporte                    |
| Sogataxi                         | Transporte                    |
| Trans Avella                     | Transporte                    |
| Translago                        | Transporte                    |
| Cootradelsol                     | Transporte                    |
| Frutos&Fitness                   | Alimentos                     |
| Fomecons                         | Encofrados Metálicos          |

## Transporte

### Infraestructura

#### Aeropuerto Alberto Lleras Camargo
En la actualidad, no opera para transporte de pasajeros ni de carga, retribuido principalmente al desinterés de la administración municipal, departamental y nacional, y a la falta de inversión privada. Sin embargo, se encuentra en proceso de modernización por parte del ministerio de transporte.[cita requerida]
- Número de pistas: 1
- Longitud entre balizas: 1500 metros.
- Longitud de pista: 1881 metros.
- Ancho entre balizas: 40 metros.
- Ancho de pista: 23 metros.
- Capa de rodadura: carpeta asfáltica.
- La rampa y calle de rodaje pavimentadas en concreto asfáltico; existe un área para helipuerto.
- El terminal dispone de sala de espera, cafetería, tres taquillas para aerolíneas y dos bodegas para carga. Posee una Torre de Control construida a finales de 1996 y cuenta con transmisores, receptores, radiofaros, planos y equipos de telecomunicaciones y ayudas en la navegación aérea.

En el segundo trimestre del año 2002, la Aerocivil hizo el montaje del un moderno radiofaro en el Aeropuerto Alberto Lleras Camargo, equipos que fueron importados de los Estados Unidos de América y obligaron a la adquisición de los predios adyacentes a la Torre de Control para efectuar la instalación de los equipos de avanzada tecnología en esta especialidad.
Hasta finales de 2005, operaban en el Aeropuerto aviones para 20 pasajeros con servicio a cinco departamentos colombianos: Boyacá, Casanare, Santander, Norte de Santander, Arauca y Cundinamarca. El área servida comprende un 15 % de la superficie del país, y produce un volumen importante de productos agrícolas destinados especialmente al consumo interno del país, con una participación en exportaciones.
En septiembre del año 2009, la Aerocivil levanta la restricción de operación en el aeropuerto, debido a que nuevamente cumplía las normas técnicas para su funcionamiento.

#### Terminal de Transporte Terrestre- TTS

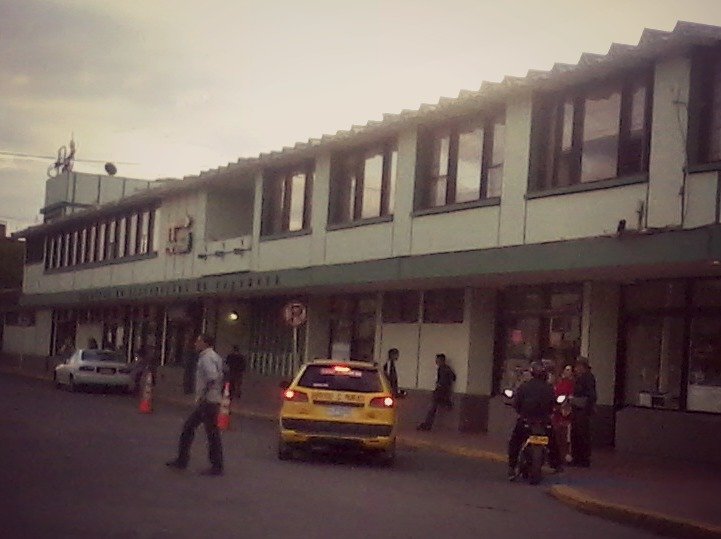
Entrada principal TTS.

La Terminal de Transportes de Sogamoso- TTS es una empresa de economía mixta (público-privada), junto con el terminal de Chiquinquirá son los únicos reconocidos con certificado ICONTEC ante el Ministerio de transportes como Terminal de Transportes en Boyacá, presta el servicio las 24 horas del día.

### Movilidad

#### Servicio de transporte público

##### Bus Urbano
Sogamoso posee un servicio de autobuses urbanos que cubren la totalidad del terreno urbano. El servicio se presta desde las 5:30 a. m. hasta 10:00 p. m. (16 horas y media). El servicio de transporte público urbano de buses es administrado por cuatro empresas privadas que cubren diferentes rutas en la ciudad.
Los usuarios puede subir o bajar del vehículo en cualquier punto del trayecto, salvo dentro de la ciudad, para lo cual hay paraderos que les brindan seguridad.
Las rutas se identifican con números y colores, según las empresas
| Empresa        | Color  |
| -------------- | ------ |
| Trans Avella   | Negro  |
| TransLago      | Azul   |
| Cootradelsol   | Blanca |
| Flota Sugamuxi | Verde  |

El servicio de autobús tiene un costo de $COP 2400 para el año 2025.

##### Taxi
La ciudad posee cerca de 700 taxis, los cuales prestan el servicio las 24 horas del día en toda la ciudad, lo prestan 5 empresas privadas:
- Cootradelsol
- Sogataxi
- Asprotaxi
- Transoga
- Flota Sugamuxi

El servicio de carrera mínima tiene un costo de $COP 4.600 diurno - $1,41 US. $COP 4.900 nocturno y festivos - $1,50 US.
Al Centro Poblado de Morca tiene un costo de $COP 16.000 - $4,90 US y la Tarifa por Hora cuesta $COP 20.700 - $6, 33 US

### Infraestructura vial de área de influencia

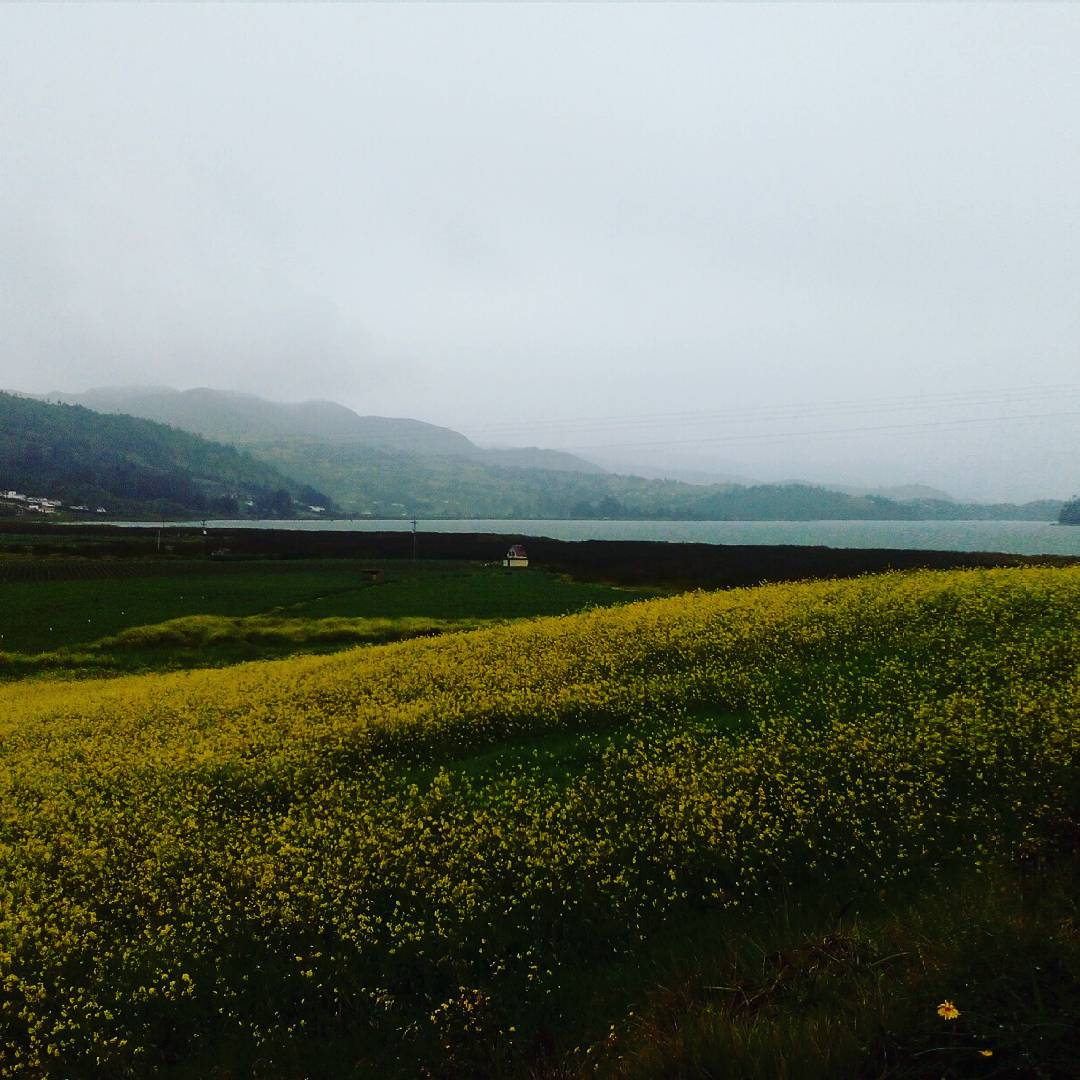
Paisaje del Lago de Tota desde el anillo turístico.

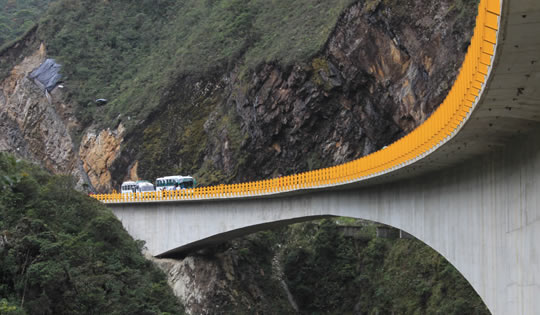
Viaducto Peña de Gallo entre Sogamoso y Yopal.

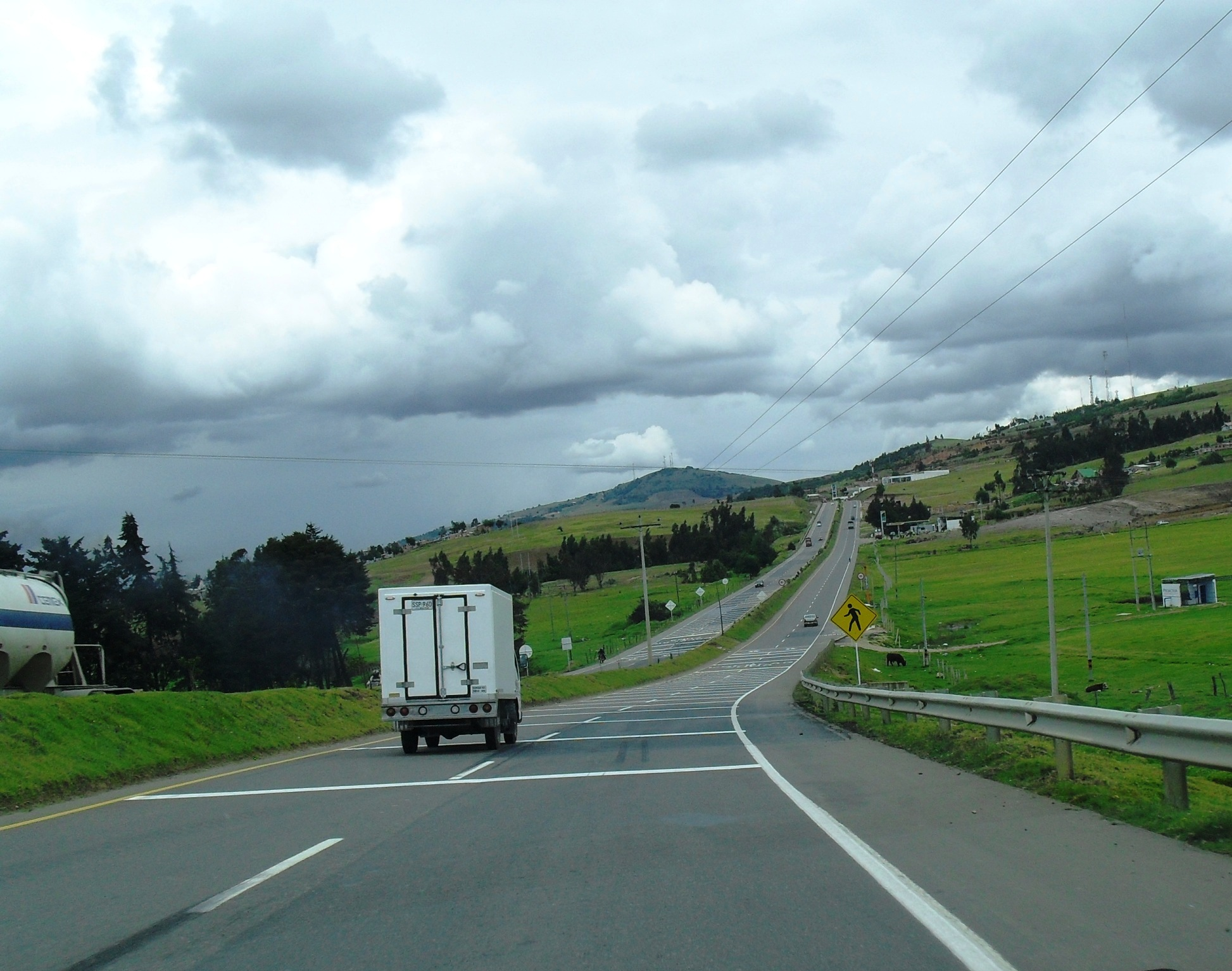
Doble calzada Briceño-Tunja-Sogamoso.

| Carretera                                  | Identificador                          |
| ------------------------------------------ | -------------------------------------- |
| Autopista Briceño-Tunja-Sogamoso           |                                        |
| Transversal del Cusiana                    | Identificador Vía al Llano             |
| Eje Tunja-Pesca-Sogamoso-Paz de Rio        | Identificador Antigua Ruta 61          |
| Transversal de los libertadores (Vía Tame) | Identificador Ruta de los libertadores |

#### Doble calzada Briceño-Tunja–Sogamoso
La vía construida a partir del alto flujo de automotores, y accidentes en la antigua vía, conduce en doble calzada hasta Bogotá, con un gran flujo vehicular, para así poder expandir el tránsito de materias primas y de productos en un corto tiempo, reduciendo el tiempo de transporte en una hora o más.
En el 2012, el desplazamiento entre Sogamoso y Bogotá era de tres horas a cinco horas.

#### Anillo turístico de Sugamuxi
El anillo turístico de Sugamuxi está conformado por los municipios que rodean la laguna de Tota, la más grande de Colombia. En este recorrido turístico se encuentran la ciudad de Sogamoso y los municipios de Tota, Aquitania, Cuitiva, Iza.

#### La vía del Cusiana
Es una vía que conduce a Sogamoso con la ciudad de Yopal, en este momento la vía se está readecuando debido a su actual mal estado, la readecuación incluye la construcción de viaductos, repavimentación, y señalización.

### Transporte férreo
El transporte férreo es utilizado por la empresa Acerías Paz del Río en la ruta Paz de Río-Belencito-Paipa-Tunja-Bogotá D.C.
La ruta Belencito- Paz de Río tiene servicio gratuito al público de 8:00 a. m. a 2:00 p. m.
Es usado principalmente como corredor de carga de carbón.

## Educación
La educación en el municipio se basa en una formación integral desde prejardín, jardín, educación básica primaria y secundaria,(certificada ante el Ministerio de Educación Nacional), formación técnica, tecnológica y universitaria (pregrado y posgrado); la ciudad presenta una amplia oferta de educativa que comprende todos los niveles en instituciones tales como:

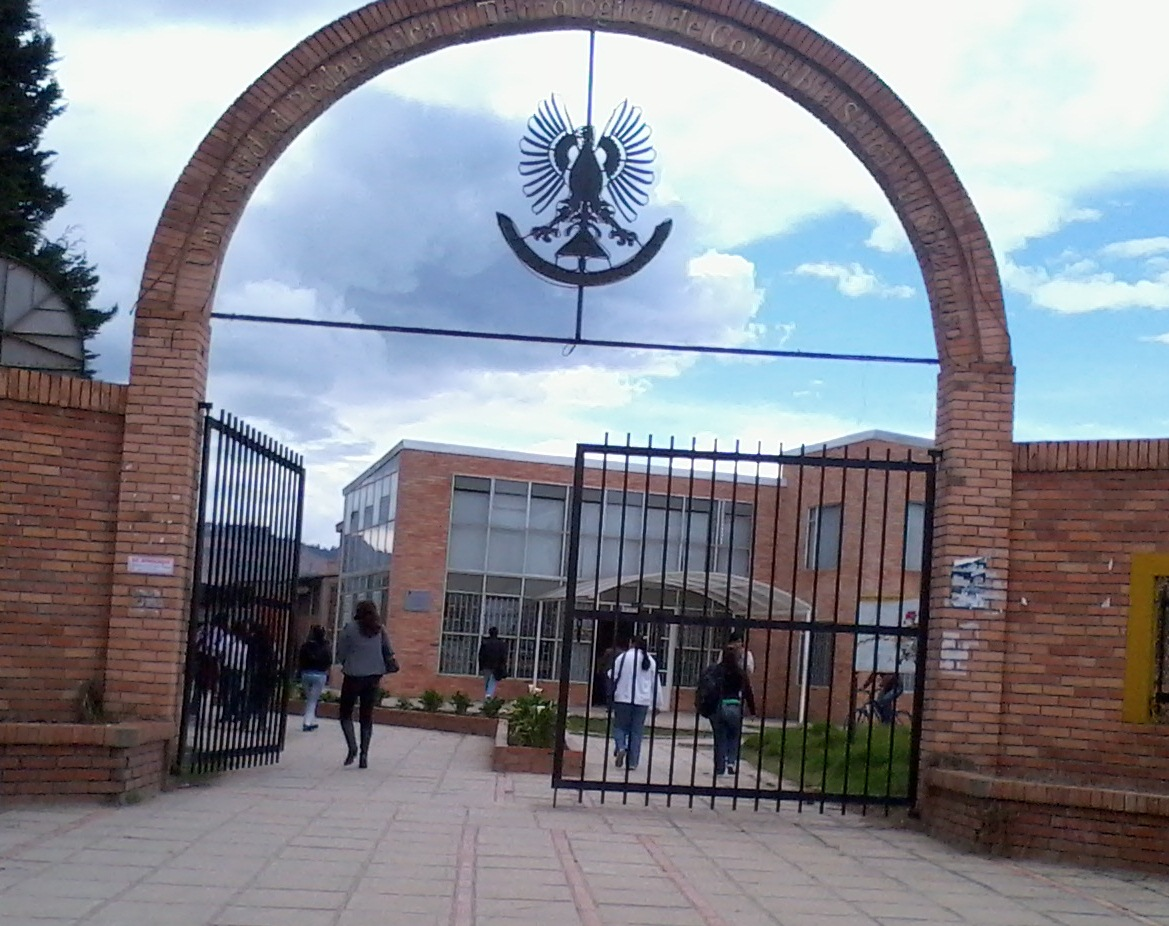
Entrada Oriental UPTC Sogamoso.

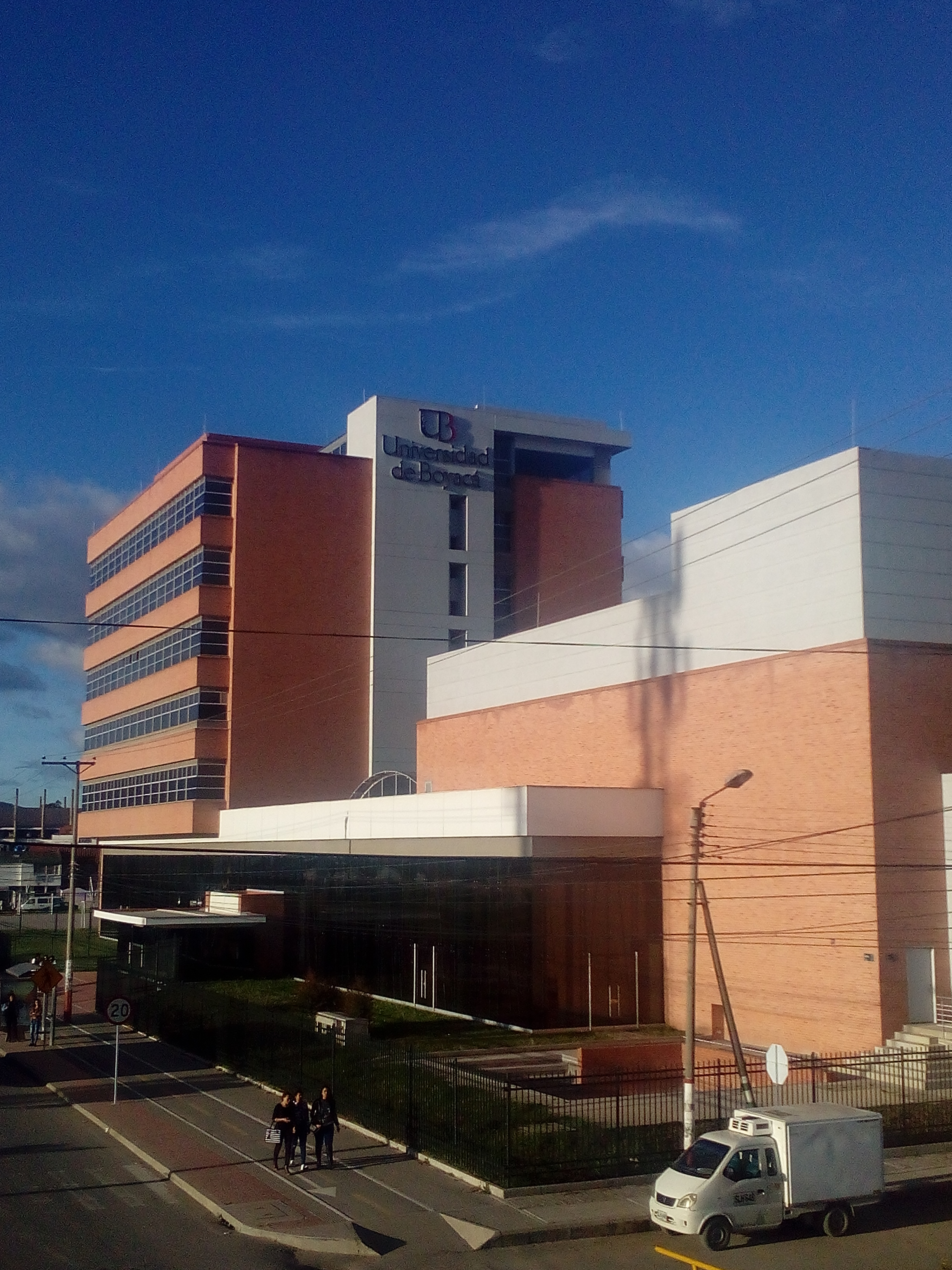
Universidad de Boyacá-Campus.

| Nombre institución                               | Sigla          | Carácter | Nivel de formación impartida en Sogamoso         |  |
| Universidad Pedagógica y Tecnológica de Colombia | UPTC           | Pública  | Pregrado, Posgrado:Especializaciones y Maestrías |  |
| Universidad Nacional Abierta y a Distancia       | UNAD           | Pública  | Pregrado, Posgrado:Especializaciones y Maestrías |  |
| Escuela Superior de Administración Pública       | ESAP           | Pública  | Pregrado, Posgrado:Especializaciones             |  |
| Corporación Universitaria Remington              | CorpRemington  | Privada  | Pregrado, Posgrado:Especializaciones             |  |
| Universidad de Boyacá                            | UniBoyacá      | Privada  | Pregrado                                         |  |
| Politécnico Grancolombiano                       | Grancolombiano | Privado  | Pregrado, Posgrado:Especializaciones             |  |
| Servicio Nacional de Aprenizaje                  | SENA           | Público  | Formación Técnica y Tecnológica                  |  |
| Universidad de Pamplona                          | UniPamplona    | Pública  | Formación Tecnológica                            |  |
| Edupro                                           | IFESCOL        | Privado  | Formación Técnica                                |  |
| Instituto Técnico Los Andes                      | Iteandes       | Privado  | Formación Técnica                                |  |
| Instituto Francisco Galtón                       | IFG            | Privado  | Formación Técnica                                |  |

### Formación técnica y tecnológica
| Programa                                                                           | Nivel     | Institución | Jornada | Sede                                             |  |
| Soldadura de productos metálicos(platina)                                          | Técnico   | SENA        | Mixta   | Centro Industrial de Mantenimiento y Manufactura |  |
| Fabricación de Muebles Contemporáneos y Modulares                                  | Técnico   | SENA        | Mixta   | Centro Industrial de Mantenimiento y Manufactura |  |
| Operación de Maquinaria Pesada                                                     | Técnico   | SENA        | Diurna  | Centro Nacional Minero                           |  |
| Análisis de Carbones y Minerales                                                   | Técnico   | SENA        | Diurna  | Centro Nacional Minero                           |  |
| Perforación y Voladura                                                             | Técnico   | SENA        | Diurna  | Centro Nacional Minero                           |  |
| Topografía                                                                         | Tecnólogo | SENA        | Diurna  | Centro Nacional Minero                           |  |
| Construcción                                                                       | Tecnólogo | SENA        | Diurna  | Centro Nacional Minero                           |  |
| Control Ambiental                                                                  | Tecnólogo | SENA        | Diurna  | Centro Nacional Minero                           |  |
| Salud Ocupacional                                                                  | Tecnólogo | SENA        | Diurna  | Centro Nacional Minero                           |  |
| Química Aplicada a la Industria                                                    | Tecnólogo | SENA        | Diurna  | Centro Nacional Minero                           |  |
| Supervisión de labores mineras                                                     | Tecnólogo | SENA        | Diurna  | Centro Nacional Minero                           |  |
| Procesos de la industria química                                                   | Tecnólogo | SENA        | Diurna  | Centro Nacional Minero                           |  |
| Analisís y Desarrollo de los Sistemas de Información                               | Tecnólogo | SENA        | Diurna  | Centro Nacional Minero                           |  |
| Confección Industrial                                                              | Tecnólogo | SENA        | Diurna  | Centro Industrial de Mantenimiento y Manufactura |  |
| Logística del Transporte                                                           | Tecnólogo | SENA        | Mixta   | Centro Industrial de Mantenimiento y Manufactura |  |
| Automatización Industrial                                                          | Tecnólogo | SENA        | Diurna  | Centro Industrial de Mantenimiento y Manufactura |  |
| Mantenimiento Mecatrónico de Motores                                               | Tecnólogo | SENA        | Mixta   | Centro Industrial de Mantenimiento y Manufactura |  |
| Diseño e Integración de Automatismos Mecatrónicos                                  | Tecnólogo | SENA        | Mixta   | Centro Industrial de Mantenimiento y Manufactura |  |
| Diseño de Elementos Mecánicos para su Fabricación con Máquinas H.CNC               | Tecnólogo | SENA        | Diurna  | Centro Industrial de Mantenimiento y Manufactura |  |
| Gestión Integrada de Calidad, Medio Ambiente y Seguridad Ocupacional               | Tecnólogo | SENA        | Diurna  | Centro Industrial de Mantenimiento y Manufactura |  |
| Diseño, Implementación y Mantenimiento de Sistemas de Telecomunicaciones           | Tecnólogo | SENA        | Diurna  | Centro Industrial de Mantenimiento y Manufactura |  |
| Mantenimiento de Equipos de Cómputo, Diseño e Instalación de Cableado Estructurado | Tecnólogo | SENA        | Diurna  | Centro Industrial de Mantenimiento y Manufactura |  |

### Formación universitaria
Listado de programas de pregrado y posgrado que se imparten en la ciudad de Sogamoso (presencial) y tienen representación administrativa mediante instalaciones físicas por parte de la institución de educación (a distancia/virtual)
| Programa de pregrado                                                                          | Universidad                                        |  |
| Administración de empresas                                                                    | UPTC - Uniboyacá - UNAD Politécnico Grancolombiano |  |
| Administración comercial y financiera                                                         | UPTC                                               |  |
| Administración en negocios internacionales                                                    | CorpoRemington -Politécnico Grancolombiano         |  |
| Administración de Servicios de Salud                                                          | UPTC                                               |  |
| Administración Pública (Territorial ESAP)                                                     | ESAP- Politécnico Grancolombiano                   |  |
| Agronomía                                                                                     | UNAD                                               |  |
| Arquitectura                                                                                  | Uniboyacá                                          |  |
| Comunicación Social                                                                           | UNAD - Politécnico Grancolombiano                  |  |
| Contaduría Pública                                                                            | UPTC - CorpoRemington -Politécnico Grancolombiano  |  |
| Derecho                                                                                       | UniBoyacá                                          |  |
| Economía                                                                                      | UNAD Politécnico Grancolombiano                    |  |
| Ingeniería Ambiental                                                                          | UNAD - UniBoyacá                                   |  |
| Ingeniería de Alimentos                                                                       | UNAD                                               |  |
| Ingeniería de Sistemas (y computación UPTC)                                                   | UPTC - CorpoRemington - UNAD                       |  |
| Ingeniería de Telecomunicaciones                                                              | UNAD                                               |  |
| Ingeniería Electrónica                                                                        | UPTC - UNAD                                        |  |
| Ingeniería de Minas                                                                           | UPTC                                               |  |
| Ingeniería Geológica                                                                          | UPTC                                               |  |
| Ingeniería Industrial                                                                         | UPTC-UNAD-UniBoyacá - Politécnico Grancolombiano   |  |
| Ingeniería de Software                                                                        | Politécnico Grancolombiano                         |  |
| Finanzas y Comercio Internacional                                                             | UPTC                                               |  |
| Filosofía                                                                                     | UNAD                                               |  |
| Mercadeo y Publicidad Virtual                                                                 | Politécnico Grancolombiano                         |  |
| Negocios Internacionales                                                                      | Politécnico Grancolombiano                         |  |
| Licenciatura en Etnoeducación                                                                 | UNAD                                               |  |
| Licenciatura en Filosofía                                                                     | UNAD                                               |  |
| Licenciatura en inglés como lengua extranjera                                                 | UNAD                                               |  |
| Licenciatura en Matemáticas                                                                   | UNAD                                               |  |
| Licenciatura en Educación Básica con énfasis en Matemáticas, Humanidades y Lengua Castellanas | UPTC                                               |  |
| Licenciatura en para la primera infancia                                                      | Politécnico Grancolombiano UNAD                    |  |
| Licenciatura en Ciencias Sociales                                                             | Politécnico Grancolombiano                         |  |
| Psicología                                                                                    | UNAD - Uniboyacá - Politécnico Grancolombiano      |  |
| Periodismo                                                                                    | Politécnico Grancolombiano                         |  |
| Profesional en Gestión de la Seguridad y la Salud Laboral                                     | Politécnico Grancolombiano                         |  |
| Sociología                                                                                    | UNAD                                               |  |
| Zootecnia                                                                                     | UNAD                                               |  |

Total:36 programas de pregrado.
| Programa de posgrado -especialización                 | Universidad                      |  |
| Automatización Industrial                             | UPTC                             |  |
| Administración Pública Contemporánea                  | ESAP                             |  |
| Biotecnología Agraria                                 | UNAD                             |  |
| Comunicación y Narrativas Digitales                   | Politécnico Grancolombiano       |  |
| Economía Minera                                       | UPTC                             |  |
| Educación Superior a Distancia                        | UNAD                             |  |
| Educación Política y Cultura                          | UNAD                             |  |
| Didáctica de la Matemática para la Educación Básica   | UPTC                             |  |
| Finanzas Públicas                                     | ESAP                             |  |
| Geotecnia Vial                                        | UPTC                             |  |
| Gerencia del Talento Humano                           | UPTC                             |  |
| Gerencia Finanzas                                     | Politécnico Grancolombiano       |  |
| Gerencia Informática                                  | CorpoRemington                   |  |
| Gerencia Mercadeo                                     | Politécnico Grancolombiano       |  |
| Gerencia Estratégica de Mercadeo                      | UNAD                             |  |
| Gerencia Proyectos de Telecomunicaciones              | Politécnico Grancolombiano       |  |
| Gerencia Proyectos en Inteligencia de Negocios        | Politécnico Grancolombiano       |  |
| Gerencia de riesgos y seguros                         | Politécnico Grancolombiano       |  |
| Gerencia Social                                       | ESAP                             |  |
| Gestión Ambiental                                     | UPTC                             |  |
| Gestión y Auditoría Tributaria                        | UPTC                             |  |
| Gestión Educativa                                     | Politécnico Grancolombiano       |  |
| Gestión Empresarial                                   | Politécnico Grancolombiano       |  |
| Gestión de Proyectos                                  | UNAD                             |  |
| Gestión de Pública                                    | UNAD , ESAP                      |  |
| Herramientas Virtuales para la Educación              | Politécnico Grancolombiano       |  |
| Ingeniería de Producción y Operaciones                | UPTC                             |  |
| Nutrición Animal Sostenible                           | UNAD                             |  |
| Pedagogía para el Desarrollo del Aprendizaje Autónomo | UNAD                             |  |
| Procesos de Alimentos y Biomateriales                 | UNAD                             |  |
| Proyectos de Desarrollo                               | ESAP                             |  |
| Revisoría Fiscal y Contraloría                        | CorpoRemington                   |  |
| Seguridad y Salud en el trabajo                       | UPTC                             |  |
| Seguridad Informática                                 | UNAD -Politécnico Grancolombiano |  |
| Telecomunicaciones                                    | UPTC                             |  |

Total:36 programas de posgrado - Especialización.
| Programa de posgrado -Maestría                                             | Universidad |  |
| Administración                                                             | UPTC        |  |
| Administración de las organizaciones                                       | UNAD        |  |
| Comunicación                                                               | UNAD        |  |
| Ciencias de la Tierra                                                      | UPTC        |  |
| Desarrollo Alternativo Sostenible y Solidario                              | UNAD        |  |
| Dirección y administración de empresas                                     | UPTC        |  |
| Gestión de Tecnología de Información                                       | UNAD        |  |
| Ingeniería con Énfasis en Ingeniería Electrónica o Ingeniería Industrial   | UPTC        |  |
| Psicología Comunitaria                                                     | UNAD        |  |
| Seguridad y Salud en el Trabajo, Énfasis en higiene y seguridad industrial | UPTC        |  |

Se requiere ampliar la oferta de educación superior, pero especialmente de programas de pregrado y posgrado presenciales, maestrías y el acceso a programas de doctorado y posdoctorado.
Total: 10 programas de posgrado - Maestría.

### Eventos científico - investigativos
A partir del siglo XXI la ciudad ha tenido una mayor oferta de programas académicos, una consolidación de las actividades investigativas enfocando a Sogamoso como una de las ciudades creadoras de conocimiento en el oriente colombiano, algunos de los eventos científicos que ha albergado son:

Foro Gestión Producción  || Ingeniería Industrial ||	UPTC    || 2018  || Auditorio Cacique Sugamuxi UPTC Sogamoso||

| Evento | Área del conocimiento                          | Institución Organizadora | Año de realización | Lugar                                    |  |
| Foro La Ingeniería de Sistemas de Hoy: Retos y Tendencias | Ingeniería de sistemas y computación           | UPTC                     | 2010               | Auditorio Central UPTC Sogamoso          |  |
| Seminario de Producción + Limpia, Gestión del Riesgo | Ingeniería Industrial                          | UPTC                     | 2012,2013          | Auditorio Central UPTC Sogamoso          |  |
| I Seminario Internacional de geofísica aplicada | Ingeniería Geológica                           | UPTC                     | 2013               | Auditorio Central UPTC Sogamoso          |  |
| VII Simposio Internacional de Contaduría | Contaduría Pública                             | UPTC                     | 2012               | Centro de Convenciones La Ramada         |  |
| I Workshop Internacional en Investigación Contable | Contaduría Pública                             | UPTC                     | 2013               | Auditorio Cacique Sugamuxi UPTC Sogamoso |  |
| Festival Latinoamericano de Instalación de Software Libre, FLISOL Sogamoso                                                                                           | Ingeniería de Sistemas                         | Flisol                   | 2013,2014          | Auditorio Cámara de Comercio de Sogamoso |  |
| IV Semana técnico internacional minera y II Foro de nanotecnología para la sustitución y mitigación del mercurio en procesos e beneficio de minería y medio ambiente | Ingeniería Geológica - Ingeniería de Minas     | UPTC                     | 2014               | Auditorio Central UPTC Sogamoso          |  |
| Los nuevos retos de la administración, contabilidad, y la gestión del conocimiento del siglo XXI                                                                     | Administración de empresas, Contaduría Pública | UPTC                     | 2014               | Auditorio Cacique Sugamuxi UPTC Sogamoso |  |

### Colegios
- Colegio Cooperativo Reyes Patria
- Colegio Evangélico Luterano de Colombia "CELCO"
- Colegio Técnico en Administración Microempresarial "CIUDAD DEL SOL"
- Institución Educativa La Independencia
- Institución Educativa Politécnico "Álvaro González Santana"
- Institución Educativa Técnico Bellas Artes
- Colegio Nacional de Sugamuxi
- Colegio Alejandro de Humboldt
- Liceo Cooperativo Campestre
- Colegio Nuestra Señora del Rosario
- Centro de Desarrollo Humano "CEDHU"
- Colegio Técnico Administrativo Suamox
- Colegio Comercial Adventista De Sogamoso "CADES"
- Colegio Liceo de la Presentación
- Institución Educativa Empresarial y Agroindustrial de Los Andes "INSEANDES"
- Institución Educativa Técnico San Martín de Tours
- Institución Educativa Silvestre Arenas
- Liceo Colombo Andino
- Institución Educativa Técnico Industrial Gustavo Jiménez
- Colegio Militar Inocencio Chinca
- Institución Educativa Integrado "Joaquín González Camargo"
- Institución Educativa Técnico Francisco De Paula Santander
- Institución Educativa "Los Libertadores"
- Colegio Celestin Freinet
- Institución Educativa Magdalena
- Colegio Psicopedagógico de Sogamoso.

## Salud
La infraestructura hospitalaria de la ciudad contempla los niveles de atención (I, II, III) a través de:
- E.S.E. Hospital Regional de Sogamoso.
- Clínica Julio Sandoval Medina
- Clínica de Especialistas.
- Clínica El Laguito.
- Clínica Valle del Sol.
- Clínica Chia.
- E.S.E. Salud Sogamoso.

## Sitios de interés

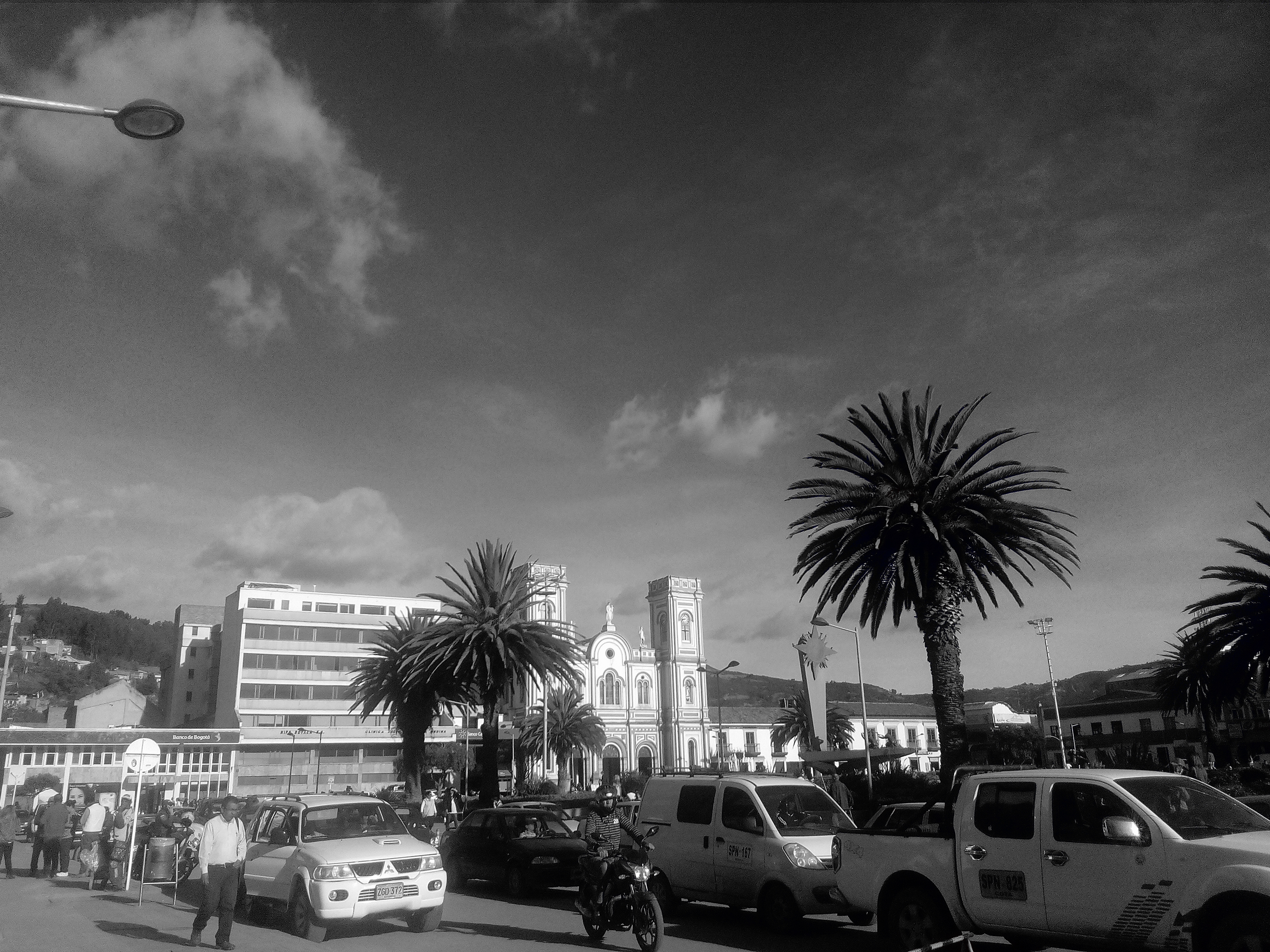
Plaza de la Villa Centro.

En la plaza principal de la ciudad se puede encontrar la máxima joya arquitectónica: El monumento a la raza, recordando el origen de la vida y la llegada del hombre al continente americano; también se encuentran como patrimonio arquitectónico su Catedral y sus iglesias que se caracterizan por la estructura y diseño de siglos pasados.
Las raíces de la cultura Sogamoseña se encuentra en el museo arqueológico que resalta y recupera algunas tradiciones de los antepasados.
Es hogar del cóndor de los Andes y una fábrica de agua cristalina, factor fundamental para el nacimiento de arroyos, cañadas, quebradas y ríos.
Plaza de la Villa
Es el corazón de la ciudad, allí se encuentra ubicada la Catedral San Martín de Tours y el monumento al sol, donde antiguamente era la plaza de mercado.
Plaza 6 de septiembre

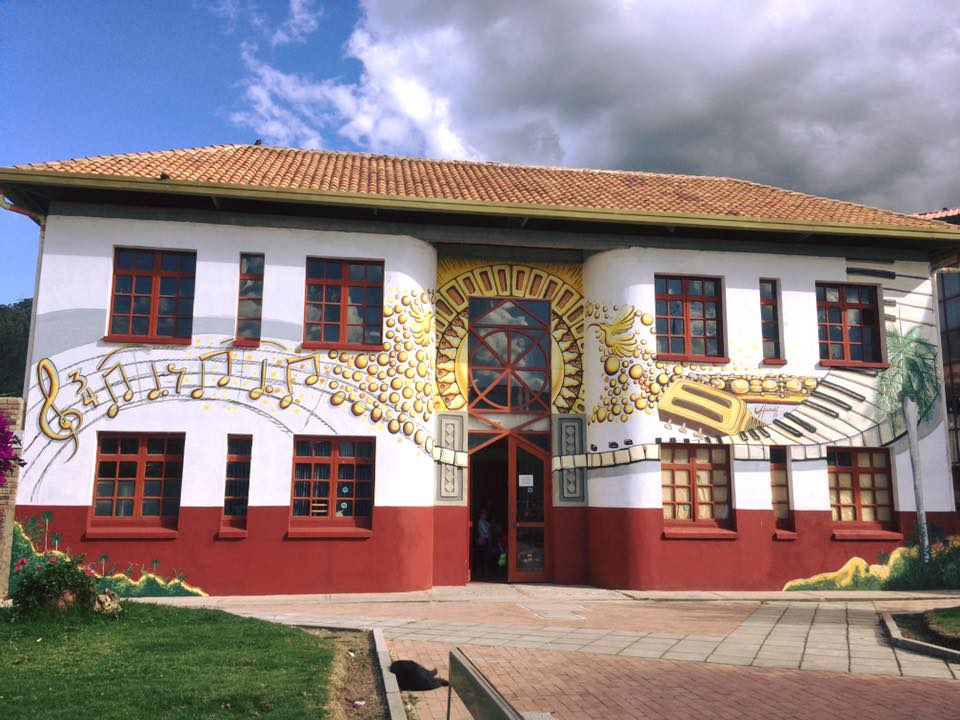
Teatrino.

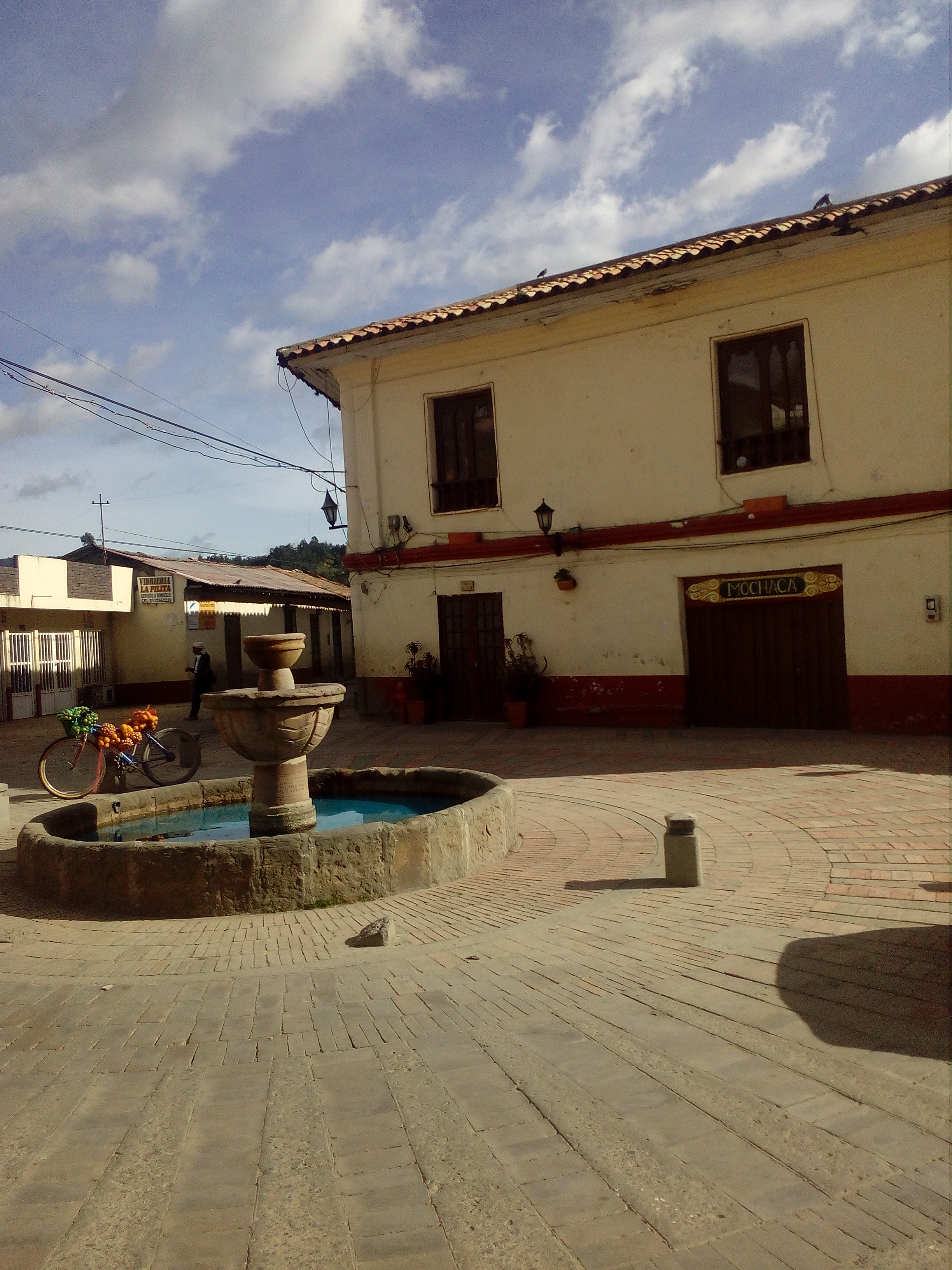
Pilita de la Union.

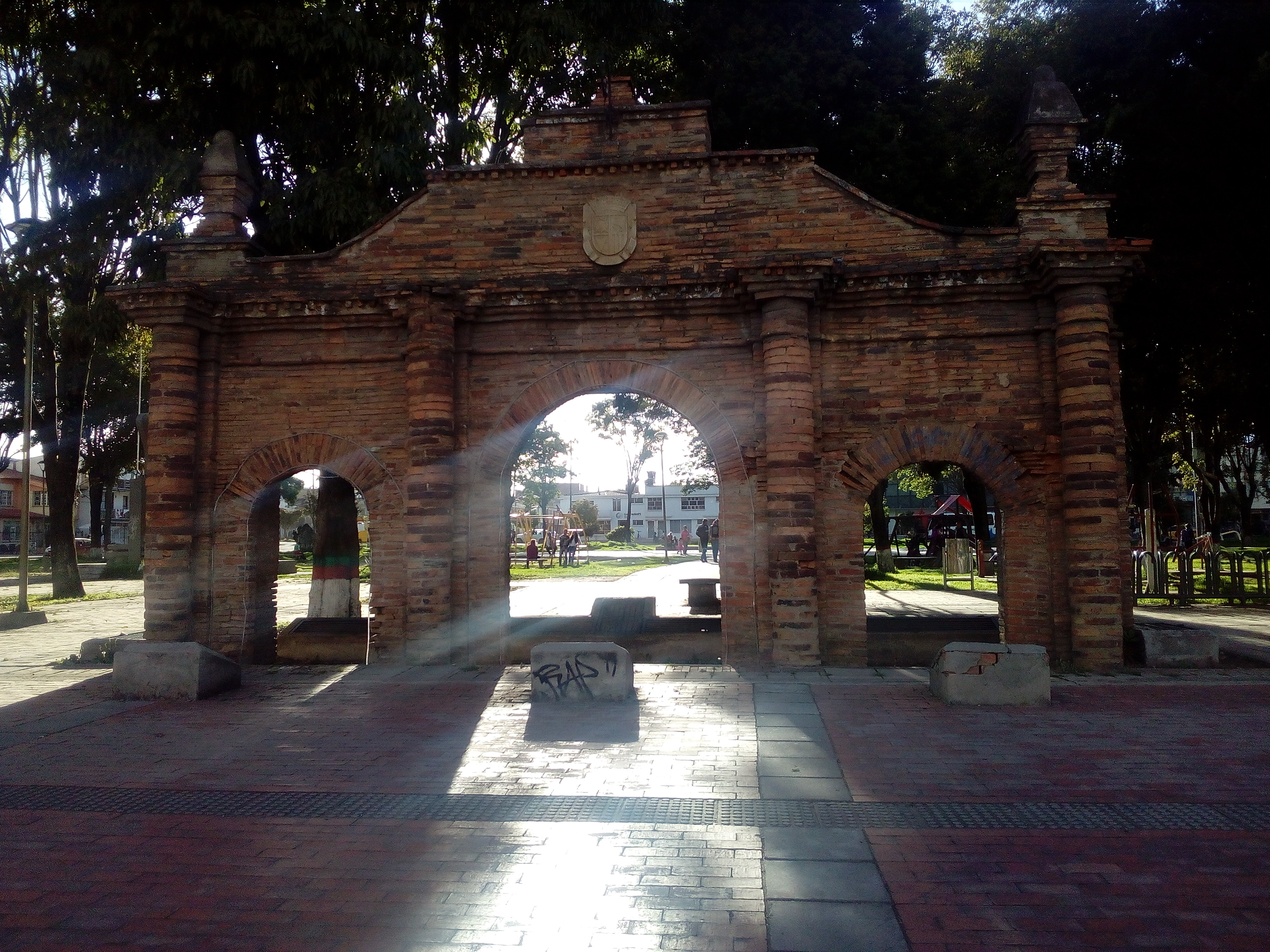
Parque el laguito.

Allí se encuentra la Alcaldía de la ciudad. Posee amplios parqueaderos y una tarima para eventos culturales.
Carrera 11 - Centro
Desde la Plaza de la Villa hasta la Plaza 6 de septiembre la calle cuenta con grandes palmeras a su alrededor, la vía es hecha en cemento y ladrillo, se considera que todo el centro de la ciudad gira en torno a este tramo de la calle.
Catedral de San Martín de Tours
Está situada en la actual Plaza de la Villa exactamente en el lugar en el que en 1564 se levantó la primera iglesia de Sogamoso, debido a factores sísmicos en 1836 se reconstruyó la iglesia y luego entre 1917 y 1928 se levantó el nuevo templo. Fue erigida como catedral el 16 de julio de 1972.
Cerro y Capilla de Santa Bárbara
Lugar en cual se encontraba el acueducto. En 1873 se construyó la capilla a expensas del sacerdote Francisco Lasprilla. De estilo colonial, con fachada de piedra, se levantó en homenaje a la martir Santa Bárbara, formando parte de la Catedral. En 2019, debido al deterioro del templo al punto de casi caer en ruinas, la comunidad y el párroco de la catedral, Luis Hipólito Merchán se propusieron remodelar los alrededores y las recubiertas de la capilla para preservar el templo. Tanto asi que en 2024 los alrededores fueron terminados quedando la zona como un mirador turístico y la capilla restaurada en un 60%. Es uno de los miradores de la ciudad, buen lugar para subir y hacer deporte, siendo considerada Santa Bárbara como el barrio mas antiguo de la ciudad.
Plazoleta y Capilla del Cristo
Construida por sugerencia de Adolfo Larrarte, un humilde artesano, su principal animador fue el cura Dr. Juan Nepomuceno Rueda. La dirección de la obra estuvo a cargo del arquitecto Martín Vácares y allí estuvo por mucho tiempo una urna que contenía datos sobre las familias de Sogamoso y otros temas importantes de la vida ciudadana. En 1869 se determinó su construcción, en 1872 se dedicó a Nuestra señora, en 1997 se hizo una reconstrucción, en el 2004 se derrumbó el techo y entre 2006 y 2007 se reconstruyó.
Museo arqueológico Eliécer Silva Celis
Uno de los sitios de valor científico, turístico y cultural es el museo arqueológico Suamox fundado en 1942 por el antropólogo Eliécer Silva Celis, este museo conserva las piezas arqueológicas más importantes de la cultura muisca, así como el registro del antiguo cementerio chibcha cuyas tumbas presentaron las más importantes demostraciones de la industria desarrollada por nuestros antepasados en materia del arte en hueso animal, en carbón mineral, en hilos en fibras, cestería, armas, utensilios, elementos de guerra, instrumentos sagrados y musicales aspectos del culto fálico, medicina muisca. Además de lo anterior en este sitio se realizó la construcción o reconstrucción del templo del sol para recuperar el que fuera incendiado por los españoles en el momento de la conquista, como se sabe el sol fue la máxima deidad de nuestros aborígenes, de ahí que este templo tenga tanta importancia para el estudio de la cultura Colombiana.
Se estableció también que en inmediación del templo se realizaban seminarios donde se formaban los sacerdotes conocidos con el nombre de CUCAS; dentro del museo funcionan también salas representativas de todas las culturas aborígenes de América y Colombia principalmente, una de las actividades más importantes que se desarrollan en el museo en la llamada fiesta del HUAN que tiene una inmensa importancia que tiene dentro del calendario histórico de Colombia y se relaciona con la llamada fuente de Conchucua, una mana de agua donde el sumo sacerdote de Suamox tomaba sus baños.
Parque del Laguito
El cementerio viejo fue construido en forma circular en el año de 1850 en terrenos donados por el Dr. Bernardino Guevara Díaz, el cementerio estuvo cercado por unos barrotes de hierro que por el año de 1860 fueron arrancados para convertirlos en material de guerra en el conflicto civil que enfrentó a las tropas revolucionarias y el gobierno, por el año de 1955 cuando el desarrollo de la ciudad hacia necesario construir vías y lugares de recreación el cementerio fue trasladado a otro lugar y se procedió a la reconstrucción de la glorieta de acuerdo con el diseño del ingeniero Julio Ernesto Plazas y la asistencia de histórica de Gabriel Camargo Pérez. Dentro de los aspectos tenidos en cuenta en la construcción de la glorieta estuvo la localización de la réplica de la laguna de Tota de donde derivo el ¨laguito¨.
Por los años de 1969 se levantó un monumento para exaltar a los mártires de La Ramada. Se trata de una estela alada, obra del escultor Hugo Martínez González, en memoria de 47 patriotas que fueron alanceados en el sitio hoy ocupado por el club de Comfaboy. Las autoridades españolas ordenaron que fueran amarrados desnudos por parejas, espalda con espalda y atravesados por las lanzas.
En 1996 se iluminó el lugar y en la actualidad se elabora un bello proyecto de remodelación que sin duda alguna va a hacer de este lugar uno de los atractivos más grandes de Sogamoso, solo perdurarán el monumento y el bello portalón que sirviera de acceso al antiguo cementerio.
Páramo y laguna de Siscunsí
La vegetación de páramo que allí hay, contiene la diversidad más rica y abundante de las altas cumbres tropicales, como frailejones, pajonales, arbustos y vegetación acuática. Su fauna está compuesta por anfibios, insectos, mamíferos (tinajos, curis, liebres, etc.). es muy representativa la avifauna conformada por: mirlas, perdices, el pato zambullidor y el majestuoso cóndor de los Andes, este último hace parte de un programa de repoblamiento único en Sur América con 10 cóndores. Esta reserva natural dista a 45 minutos de Sogamoso, por carretera pavimentada, seguida de 12 minutos en vehículo por carretera en tierra, y continuando 40 minutos por un amplio sendero ecológico, hasta llegar al avistamiento de los cóndores. Otros 20 minutos nos separan de la laguna de Siscunsí donde podrá apreciar al pato zambullidor y observar espectaculares bosques de frailejones. Este recorrido también puede hacerlo a pie o en caballo desde el final de la carretera pavimentada. Para cualquiera de los recorridos el Hotel Bochica de Sogamoso ofrece los servicios de guía turístico y contactos para transportarlo hasta esta belleza natural.
Estación del tren
La primera estación del ferrocarril estaba situada en unos terrenos del llamado sector “El Durazno”, pero posteriormente la estación ferroviaria se trasladó a lo que hoy es la plaza 6 de septiembre.
En la década de los 40 se construyó la nueva estación y sus bodegas en un sector cercano a donde llegó el primer tren a Sogamoso y contó con el servicio de trenes de carga pasajeros y más tarde el llamado autoferro, el desarrollo del transporte terrestre disminuyó la importancia del ferrocarril como medio de transporte, de productos industriales como hierro, cemento, se ha pensado en habilitar estas líneas para la reactivación del turismo a través del ferrocarril como en muchos países del mundo.
Cuando la estación comenzó a funcionar en el lugar actual se realizó la construcción de una avenida con el nombre de avenida Bélgica porque fueron los belgas los constructores y operadores del primer ferrocarril en Sogamoso.
Palacio del Corregidor
Esta construcción ha tenido mucha importancia porque allí además de las oficinas del jefe de la ciudad funcionaba la cárcel, los despachos de la policía e inclusive una especie de plaza de toros en donde en la época colonial se realizaron las primeras fiestas taurinas a la usanza española, también en esta casona en 1875 se inaugura la primera oficina del telégrafo.
En 1930 la casona o palacio fue objeto de una remodelación y colocación del primer centenario de la muerte de Bolívar y sirvió de sede al consejo municipal, posteriormente en 1955 se somete a restauración y ampliación y se instalaron allí los juzgados, funcionó allí también la casa de la cultura y sala de conferencias Temístocles Avella y el auditorio Jorge Camargo Spolidore, allí funciona hoy una biblioteca pública.
Además de ser el Palacio del Corregidor fue durante muchos años sede del concejo, la personería, la tesorería, y la corporación de ferias de Sogamoso inclusive algunos cursos de la UPTC, EN 1970 se trasladaron las oficinas administrativas de la alcaldía a la Plaza 6 de septiembre, donde fue exhibida la cabeza de Juan Lorenzo Alcantuz, comunero Sogamoseño ejecutado por autoridades españolas después de la revolución comunera.
Teatro Sogamoso
El arquitecto de esa obra fue don Segundo Hernández y el ingeniero Daniel Hernández; el proyecto arquitectónico resultó ser no solo de especial belleza sino de gran funcionalidad y con una acústica de magníficas condiciones que hacen de este lugar uno de los teatros de mayor importancia del país.
La construcción se inició el 6 de junio de 1921, la primera etapa fue terminada en 1929 y la segunda en septiembre de 1940, inicialmente se presentaron allí obras de teatro, danzas y otras expresiones artísticas, más tarde se utilizó como sala de proyección cinematográfica hasta cuando ocurrió allí una tragedia que arrojó un saldo de víctimas de más de 20 niños que asistían a un matiné organizado por la parroquia de Sogamoso.
Por el año de 1941 se inició la reconstrucción y acondicionamiento del teatro que fue inaugurado este mismo año gracias a la diligencia de un empresario libanés de nombre José Salomón.
En 1996 el teatro fue declarado como monumento nacional y posteriormente la beneficencia de Boyacá lo adquirió y más tarde fue vendido al municipio de Sogamoso bajo la administración de Gustavo Sosa, y las obras de mejoramiento que se levantaron allí durante la administración de Gustavo Sosa y Edgar Espíndola fueron culminadas con éxito e inauguradas un 6 de septiembre.
En el año 2008 se instaló el telón de boca del teatro y en la actualidad además del mantenimiento requerido se está tramitando la construcción de nuevos servicios, especialmente para dotarlos de buenos camerinos y otras necesidades que requiera el establecimiento de su categoría.
Morcá
Morcá ofrece a sus visitantes diversas actividades de mucho interés ya que brinda lo mejor de sus artesanías y gastronomía aparte de ser un centro religioso por excelencia a la cual cada primer sábado de cada mes se realiza una peregrinación al Santuario de la Virgen de la O de Morcá como muestra de fe ; en cuanto a las artesanías se fabrican objetos representativos de Sogamoso en diferentes materiales producidos en la región.
Plaza de Toros de La Pradera
En la plaza de toros la pradera al norte de Sogamoso han desfilado grandes figuras de la torería mundial española, mexicana y, desde luego, colombiana, y en sus arenas cayó herido uno de los matadores más famosos de la fiesta brava colombiana: “Pepe Cáceres”. El nombre de la pradera fue escogido mediante un concurso cuyo jurado estuvo integrado por Rafael Sandoval Medina, Ramón Díaz Díaz. El ganador de este concurso fue el Dr. Daniel Gómez Vargas, y se fundamentó el nombre de la plaza de toros por haber sido escogido como sitio de su construcción un sector tradicional de Sogamoso conocido como la pradera y porque además, la pradera es el hábitat natural de las reces de Lidia.
La construcción de esta plaza se inició en 1967 y es uno de los lugares de mayor significación para los sogamoseños y los aficionados a los toros fue inaugurada el sábado 20 de julio de 1968 con la presencia de los matadores Pepe Cáceres, Alfonso Vásquez II y Manolo Espinosa “Armillita” de México.
Monumento a la Raza
Inaugurado en 1976, sus ejecutores quisieron representar el origen de la vida y la llegada del hombre al continente americano. En la cima de una estela cuneiforme surge una figura de 16 flamas símbolo del Sol y al frente de él la figura de cuatro mujeres como principio y conservación de la "raza colombiana".
Estadio Olímpico del sol
Originalmente siendo un centro deportivo, el estadio alberga además de la cancha de futbol, pista de patinaje, un centro de taewondo y una cancha alterna. Debido a su abandono, en el año 2022 el gobernador de Boyacá en ese entonces Ramiro Barragán inicia las obras para la remodelación del estadio con una inversión superior a los 41 millones de pesos.
Se estima que la obra concluya en diciembre del presente año. El estadio a partir del año 2026 será la sede principal del equipo de futbol Patriotas, dejando de jugar en el estadio la independencia de Tunja

## Cultura

### Mitos y leyendas
- El Güío o basilisco sin patas.
- El Caracol emplumado. Cuenta cómo el paciente caracol, con su casa a cuestas, ascendió por el arco iris hasta llegar a la cima del cielo y convertirse en sol.
- La piedra de la paciencia: Una piedra de la paciencia "está en La Meca y alrededor de ella millones de peregrinos dan vueltas contándole sus desgracias". El día que no le quepan más desgracias explotará y tendrá lugar el Apocalipsis.[38] Otra la halló el Barón de Humboldt en las Bocas del río Meta.[39] Estas dos piedras permanecen en sus lugares. Otra gigantesca dominaba la ciudad de Sogamoso y tenía grabada esta frase: "Si me volvieras... vieras".
- La extraña historia de las imágenes trastocadas de Sogamoso y de Monguí. Tres dudas históricas en una leyenda.
- El fantasma: Durante buena parte del siglo XIX amedrentó a la población, obligándola a recogerse al llegar la noche.
- El tunjo seductor: El tunjo era un ser bajito que en medio del arco iris dejaba ver su verdadero rostro de oro, vivía junto a un pantano, donde nace el arco iris". A ese lugar no se debían acercar los niños ni las mujeres.
- "Ángel Custodio" o el ánima del vallado: Entrado el siglo XX un espectro amedrentaba a los viandantes con sus gemidos. Una noche, el ánima adolorida quedó en un pantano, envuelta con su blanca sábana, adornada con los sapos, ranas y sanguijuelas.
- La llama viva del Jueves Santo:"En Sogamoso creían que los jueves Santos por la noche, durante pocos minutos, aparece en las sabanas de la Tigrera una llama misteriosa.
- El tesoro de don Lorenzo Vácarez
- Don Jesús Bernal y las morrocotas de la Macoya de guafa
- Duendes y exorcismos: Los duendes, llamados también animes, solían apoderarse de casas enteras para destruirlas ante el asombro de los grandes y el regocijo de los chicos.
- Mitos de la Laguna de Tota
- El Diabloballena del Lago de Tota

### Gastronomía
- Masato de maíz y de arroz
- Cuchuco de maíz
- Cuchuco de trigo
- Caldo de costilla.
- Cocido boyacense
- Arepa boyacense
- Ajiaco
- Mute, mute de pata
- Mazamorra chiquita
- Envueltos de mazorca.
- Empanada San pedrana
- Carne asada (res, cerdo, cordero)
- Gallina campesina.
- Trucha

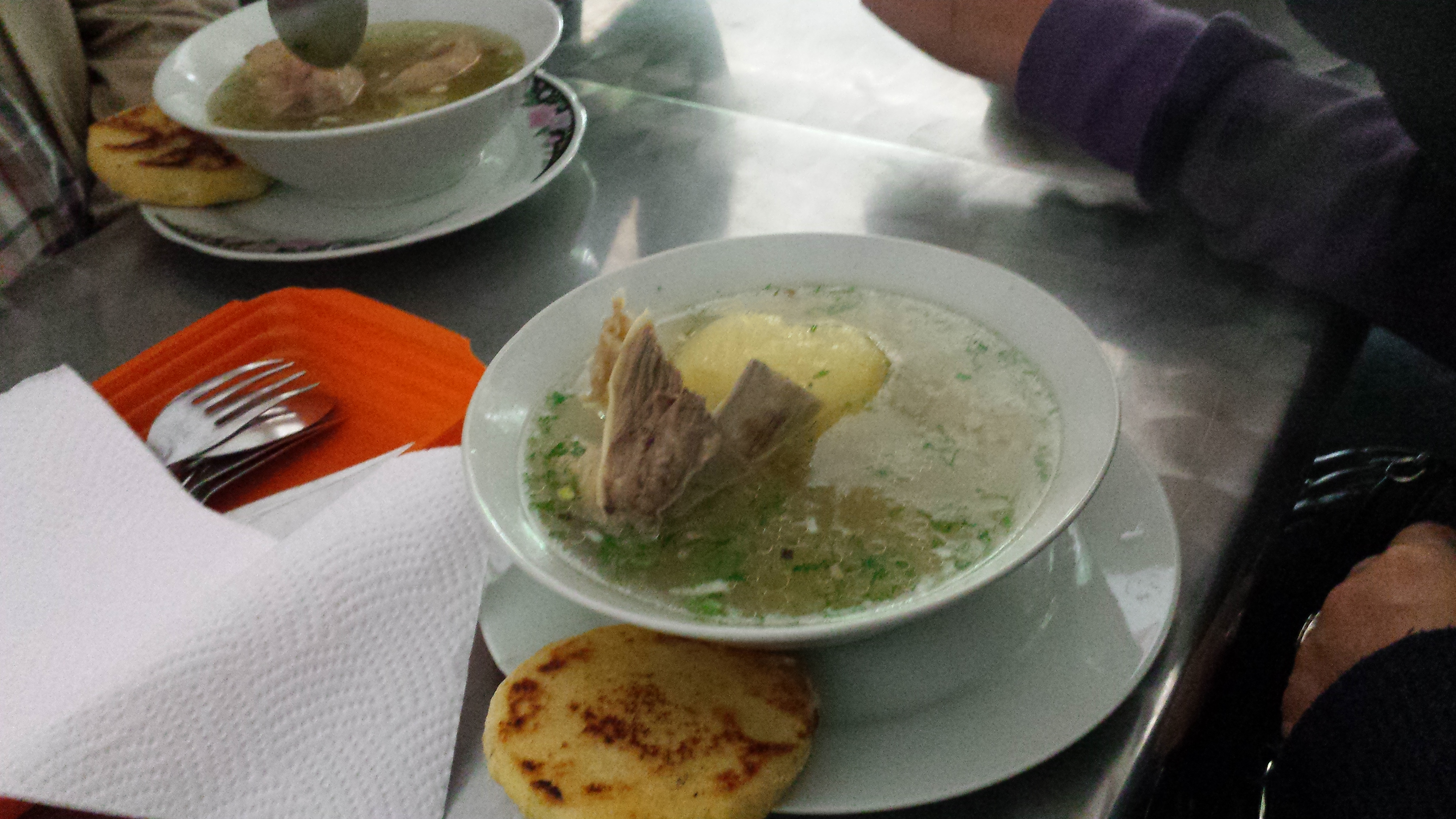
Caldo de Costilla

- Dulces y jugos de frutas: mora, pera, manzana, breva, piña, fresa, durazno, papayuela, feijoa, cerezas, guayaba)
- Cuajada con melao
- Quesos (campesino, doble crema, de pera, quesadillo, curado, cuajada)
- Almojabanas

### Fiestas y celebraciones
- 6 de septiembre: Aniversario de la ciudad.
- Julio: Festividades del Sol y del Acero.
- Julio: Festival de la mazorca
- Septiembre: Festival Internacional de La Cultura.
- Octubre: Festival del maíz.
- Octubre: Festival del barro.* Octubre: Festival "Abya Yala" Arte, conocimiento y diversidad.
- 21 de diciembre:  La Fiesta del Huan, recreación de la ceremonia indígena de adoración del sol, con motivo del solsticio de invierno.

## Emisoras

### En FM
| Frecuencia (MHz) | Nombre                | Cadena                                                                       | Estilo                                                                              | Sede                       |
| ---------------- | --------------------- | ---------------------------------------------------------------------------- | ----------------------------------------------------------------------------------- | -------------------------- |
| 88.1             | La Sonora             | Emisora Comunitaria de la Corporación Cultural Nueva Semilla - BRS Marketing | Comunitaria - Estilo: Noticias, Música - Próximamente emisión de prueba             | Sogamoso                   |
| 88.6             | Tropicana             | Caracol Radio                                                                | Emisora Comercial - Estilo: Tropical, Popular, Vallenato, Salsa, merengue, reguetón | Sogamoso Tibasosa          |
| 106.1            | Radio Uno             | RCN Radio                                                                    | Emisora Comercial - Estilo: Tropical, Popular, Vallenato, Salsa, merengue, reguetón | Sogamoso                   |
| 93.1             | La FM                 | RCN Radio                                                                    | Noticias y Música                                                                   | Duitama - Sogamoso - Tunja |
| 96.1             | Toca Stereo           | Radiopolis                                                                   | Crossover                                                                           | Sogamoso                   |
| 98.6             | Éxito Stereo          | Comunitaria                                                                  | Comunitaria                                                                         | Firavitoba - Sogamoso      |
| 107.3            | Caracol Cadena Básica | Caracol Radio                                                                | Noticias y deportes                                                                 | Sogamoso                   |
| 107.7            | Galáctica             | Comunitaria                                                                  | Pop Latino, próximamente emisión de prueba                                          | Duitama - Sogamoso         |

### En AM
| Frecuencia (kHz) | Nombre                     | Cadena                          | Estilo                                    | Sede               | Lema                 |
| ---------------- | -------------------------- | ------------------------------- | ----------------------------------------- | ------------------ | -------------------- |
| 560              | Radio Nacional de Colombia | RTVC Sistema de Medios Públicos | Noticias, radio hablada, cultura y música | Sogamoso-Belencito | La Radio de la Gente |
| 1030             | La Cariñosa                | RCN Radio                       | Actualidad                                | Sogamoso-Duitama   | Toda Tuya            |
| 1090             | Tropicana                  | Caracol Radio                   | Popular, Deportes                         | Sogamoso           | La más Bacana        |
| 1260             | TorreFuerte Radio          | AD TorreFuerte Comunicaciones   | Cristiana                                 | Sogamoso-Duitama   |                      |

### Emisoras virtuales
| Frecuencia (kHz) | Nombre           | Cadena        | Estilo                                   | Sede     |
| ---------------- | ---------------- | ------------- | ---------------------------------------- | -------- |
| ON LINE          | Más Música radio | Independiente | Rock y Pop, oldies, adulto contemporáneo | Sogamoso |

## Denominaciones de la ciudad
A la ciudad se le reconoce como:
- La Ciudad del Sol y del Acero
- Ciudad Histórica y Amable
- La Plaza roja de Colombia

## Inmigración venezolana en la ciudad
Desde comienzos de la inmigración venezolana en Colombia; la ciudad ha recibido una gran cantidad de personas procedentes de Venezuela. 
La gran mayoría se dedica a la informalidad y recurren al rebusque. Y además, cerca del 74 % de los ciudadanos  no tienen trabajo. El municipio no está en capacidad de atender a toda la población venezolana que ha ingresado en los últimos años. Y solamente se le puede prestar el servicio de salud a los que tienen sus papeles en regla. Frente a la demanda laboral, se ha informado que no es posible prestar asistencia.

## Servicios públicos
- Energía Eléctrica: Empresa de Energía de Boyacá (EBSA), es la empresa prestadora del servicio de energía eléctrica.
- Gas Natural: Vanti es la empresa distribuidora y comercializadora de gas natural en el municipio.